# Histoire du Guyana

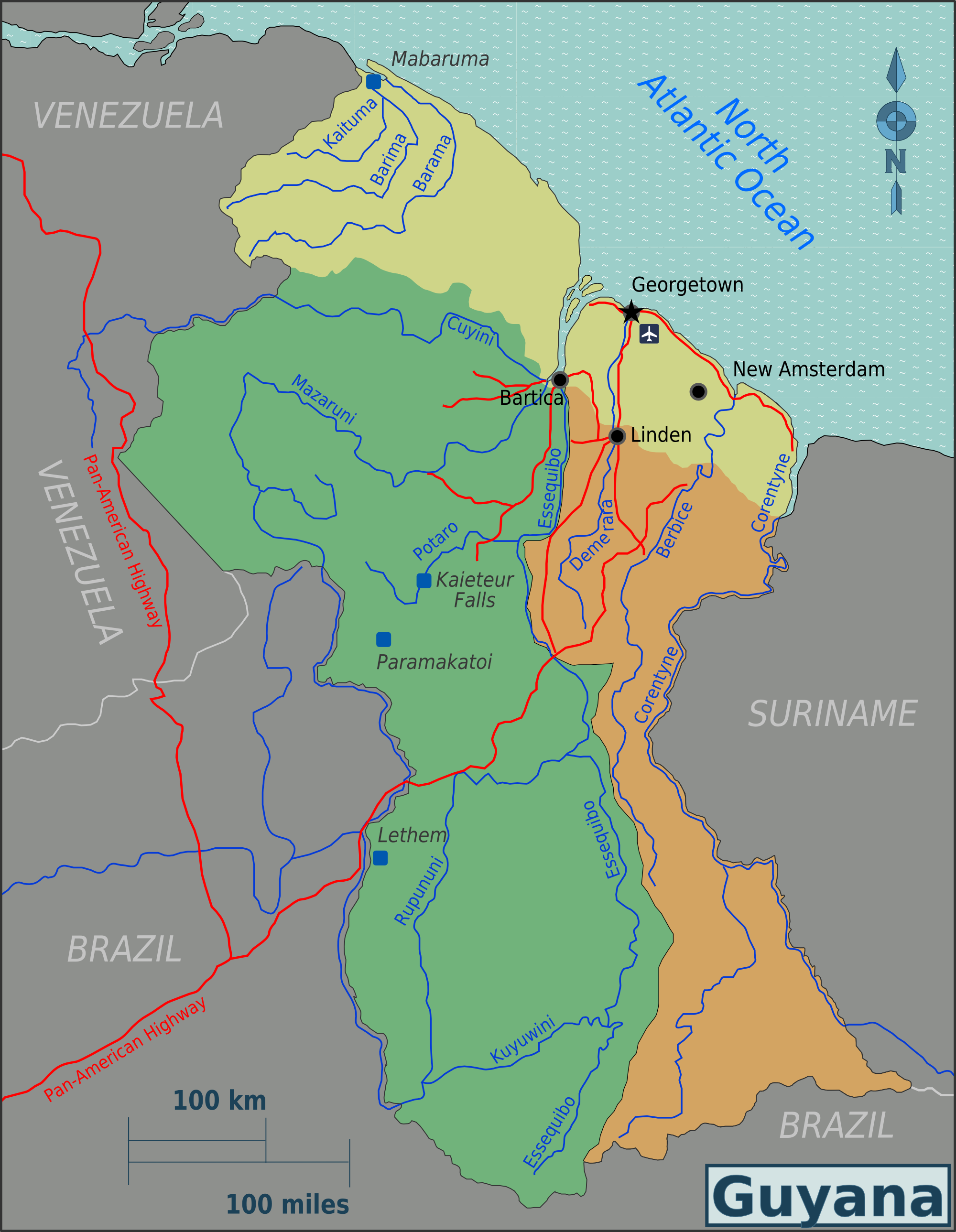
Régions du Guyana, 2010.

Armoiries du Guyana.

L'histoire du Guyana commence avec les premiers peuplements du territoire par des peuples amérindiens, notamment les Arawaks et les Kali'nas. En 1499, la première expédition du conquistador Alonso de Ojeda arrive d'Espagne au fleuve Essequibo. L'histoire du Guyana a été façonnée par de nombreux groupes ethniques et plusieurs puissances coloniales, notamment les Espagnols, les Français, les Néerlandais et les Britanniques. Les rébellions d'esclaves africains en 1763 et 1823 ont été des moments forts de l'histoire nationale. Des Africains ont été déportés au Guyana en tant qu'esclaves ; puis des Indiens ont été amenés pour du travail forcé.
L'histoire récente du pays est caractérisée par la lutte pour l'indépendance du pays vis-à-vis de l'emprise coloniale et de ses effets. Le 26 mai 1966, le Guyana obtient son indépendance du Royaume-Uni.

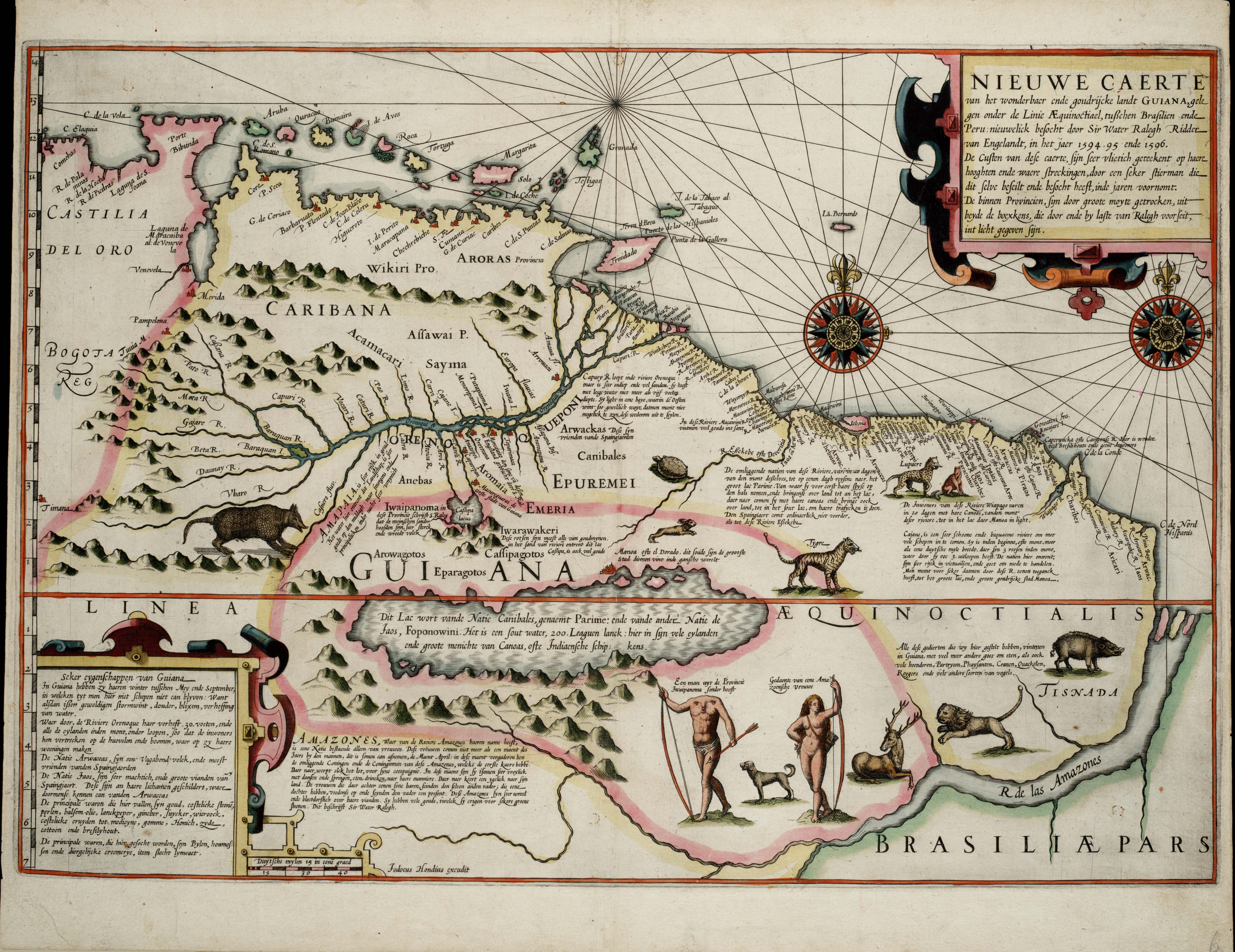
Jodocus Hondius, Carte du Guyana de 1599.
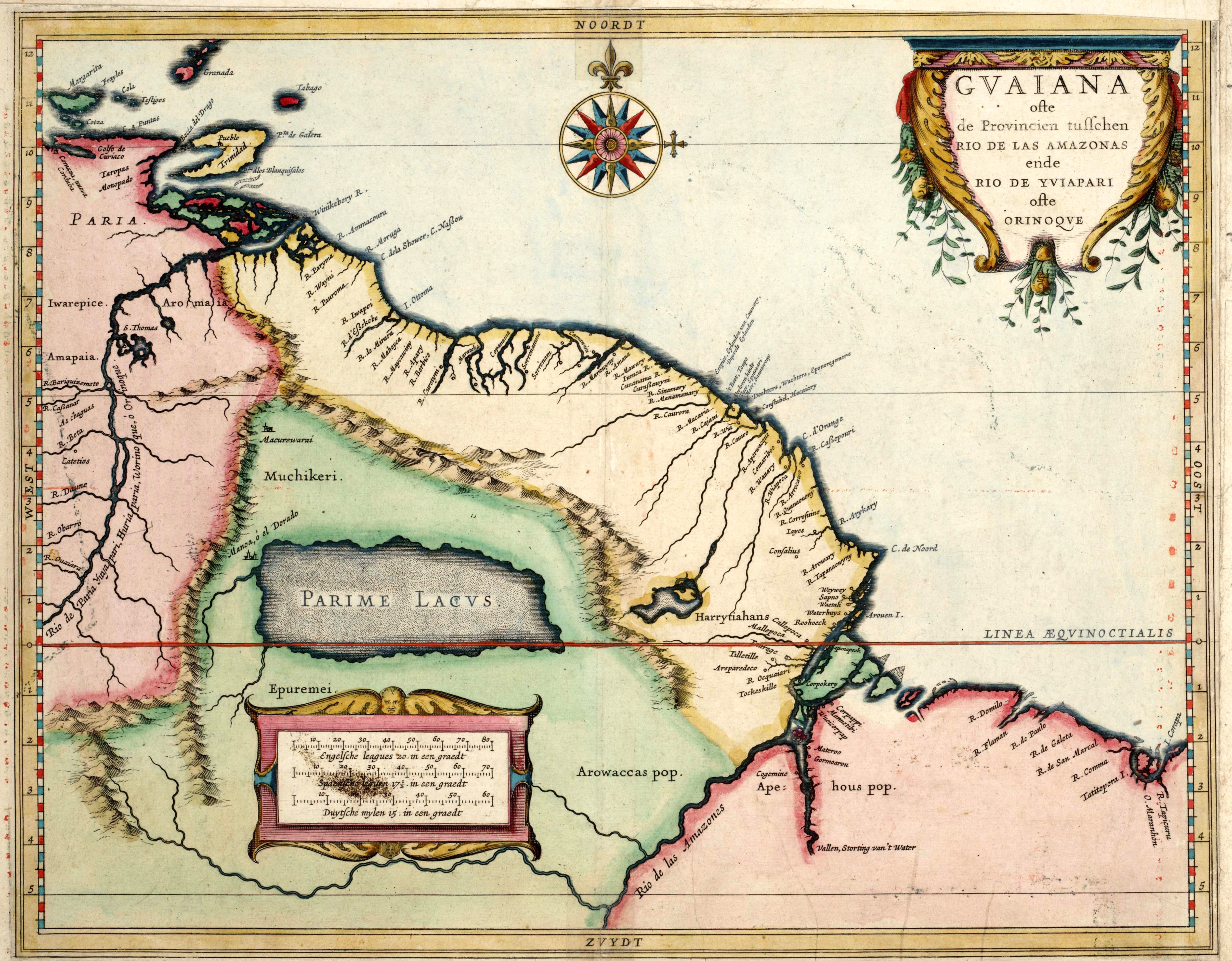
Hessel Gerritsz, Carte du Guyana de 1625, avec lac Parimé.
Grande Colombie, Carte du Guyana de 1826.
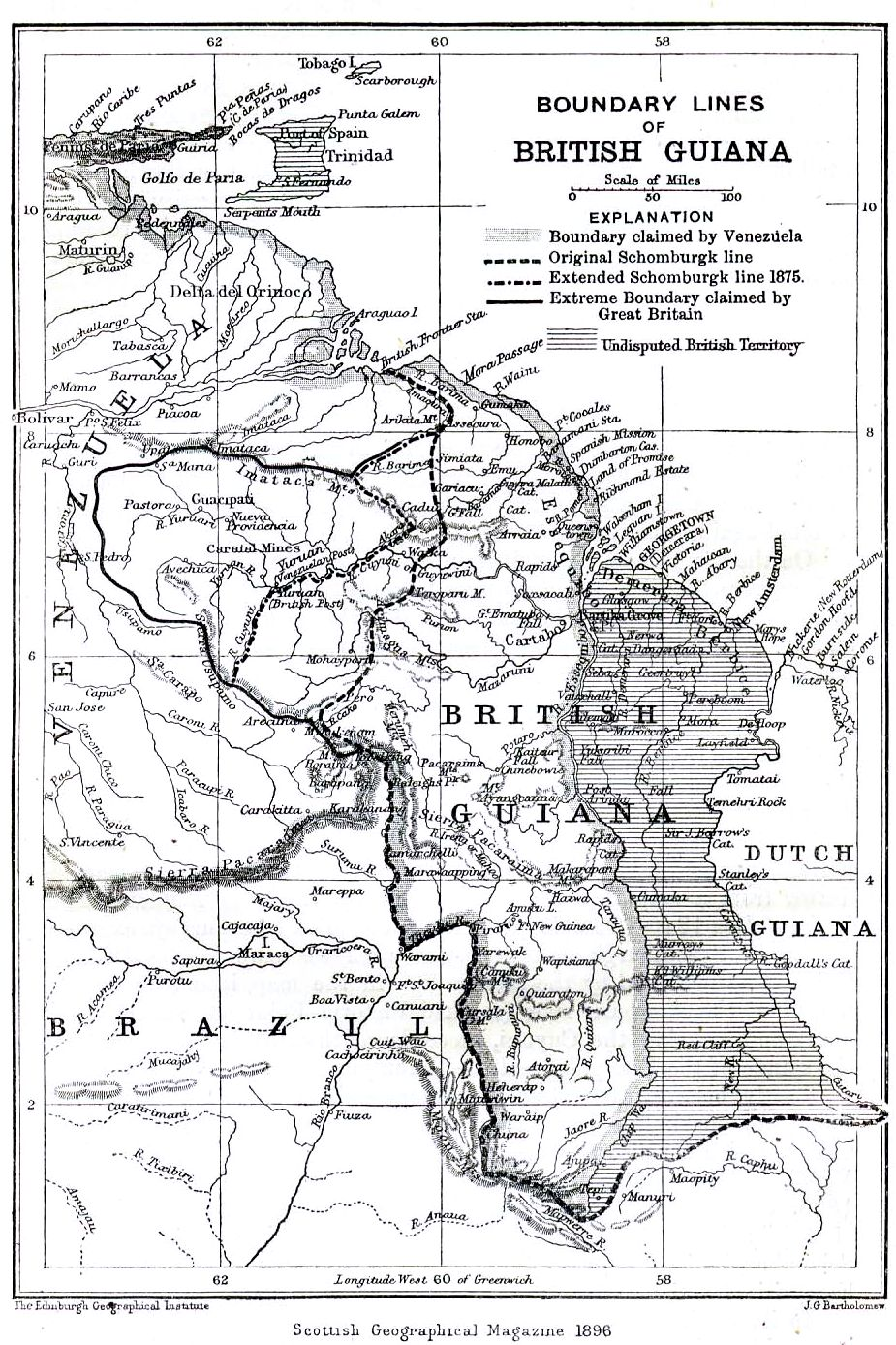
Carte du Guyana de 1896.
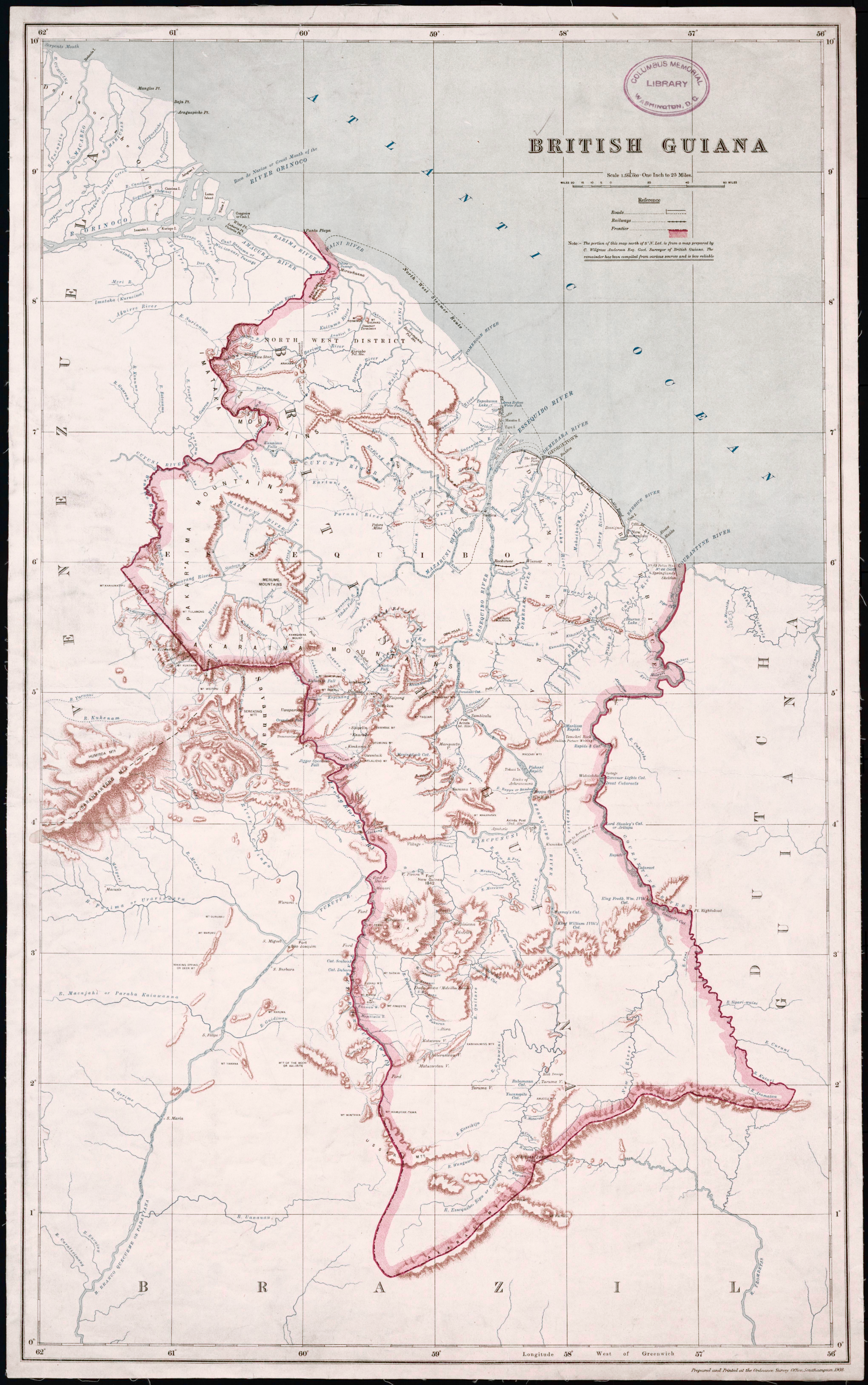
Carte du Guyana de 1908.

## Avant 1500c: Amérindiens

Côte Sauvage (Amérique du Sud).

### Peuples autochtones
Avant l'exploration européenne, le territoire correspondant à l'actuel Guyana était peuplé par les Arawaks (sur les côtes) et les Kali'nas/Kalinago/Caraïbes (à l'intérieur).
Le nom « Guyana » provient des langues amérindiennes locales et signifie « terre d'eaux abondantes ».

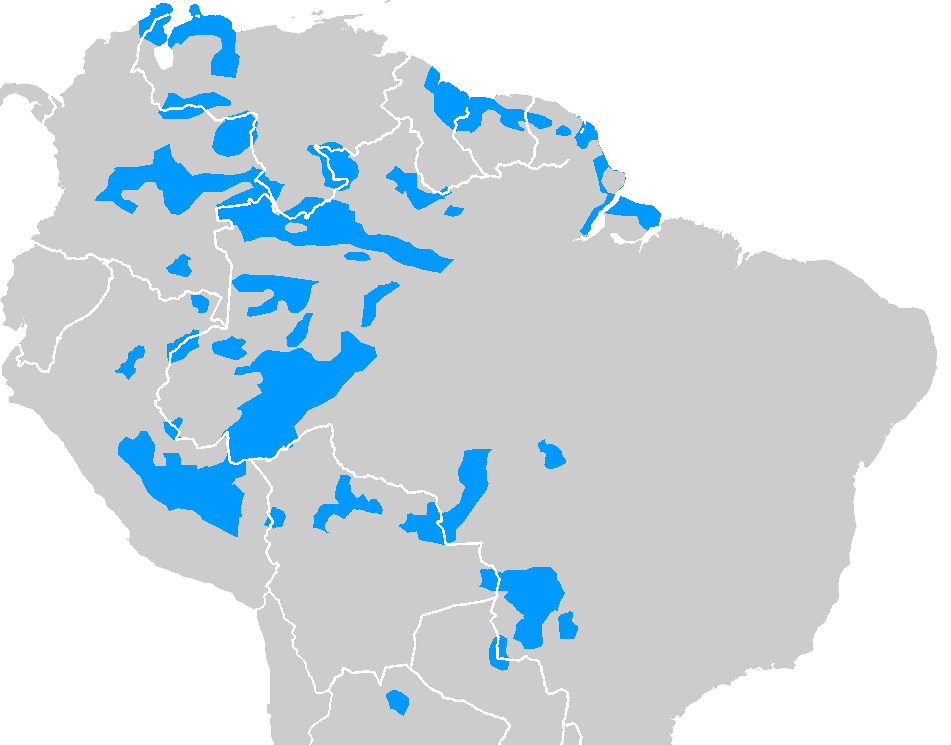
Répartition des langues arawakiennes.
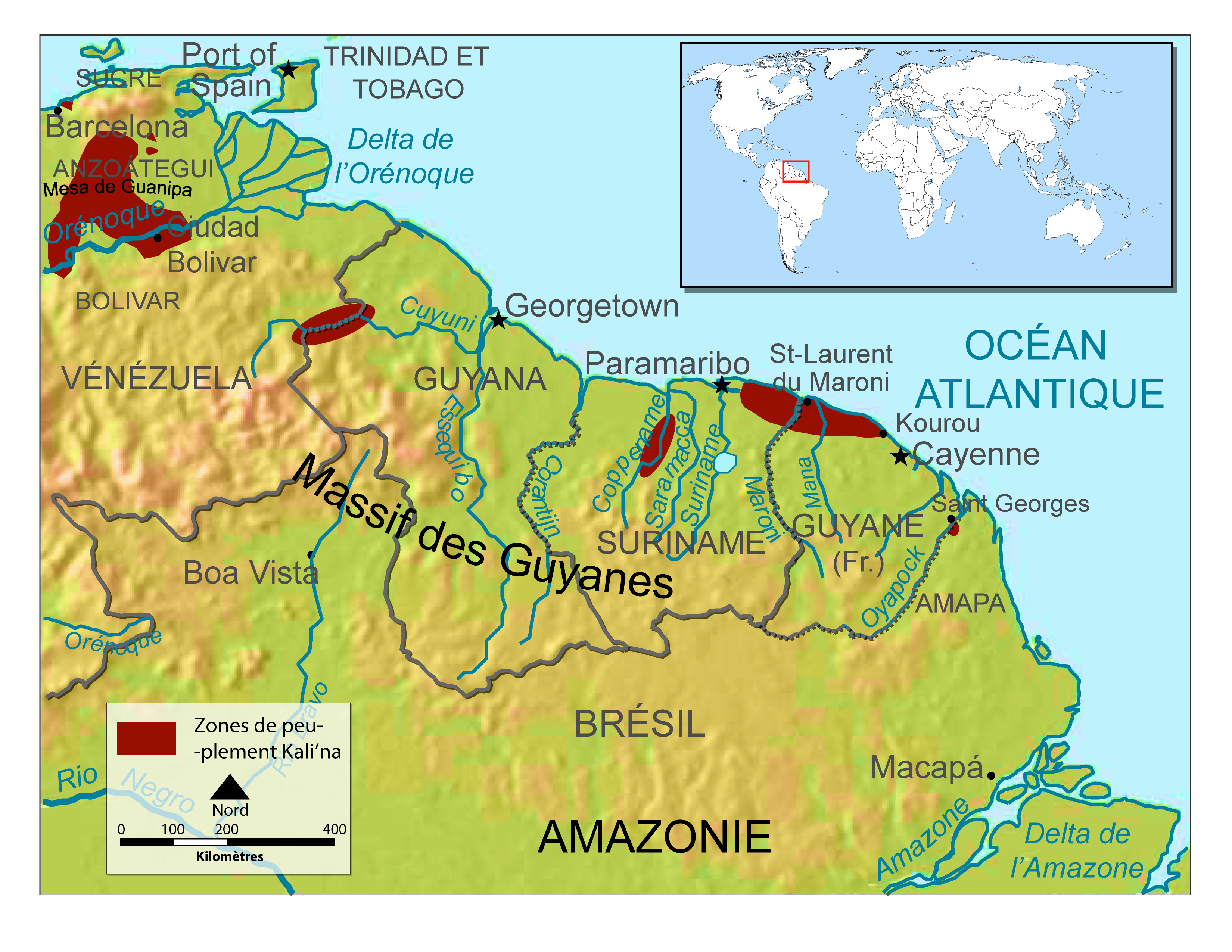
Implantations Kalina(go).
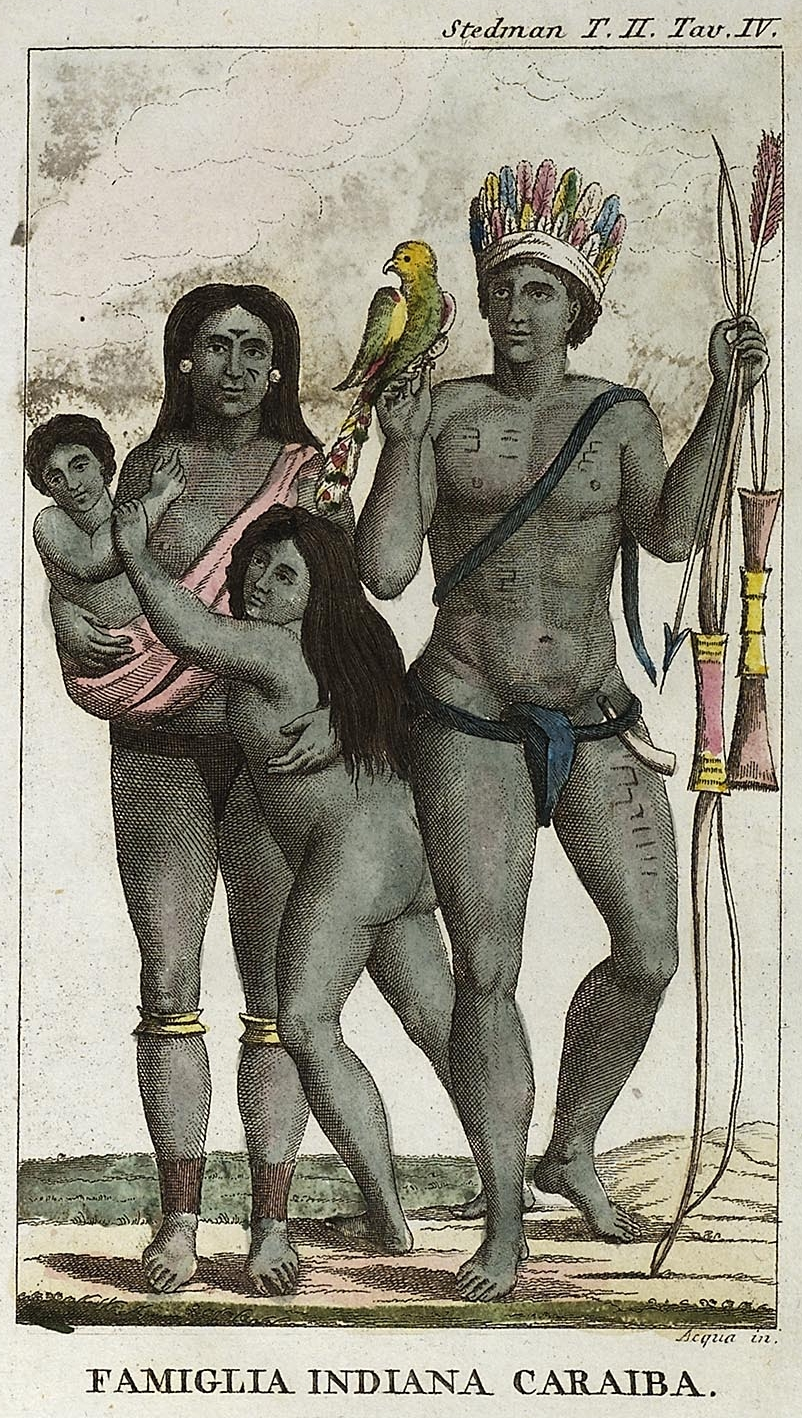
Famille Caraïbe, 1818.
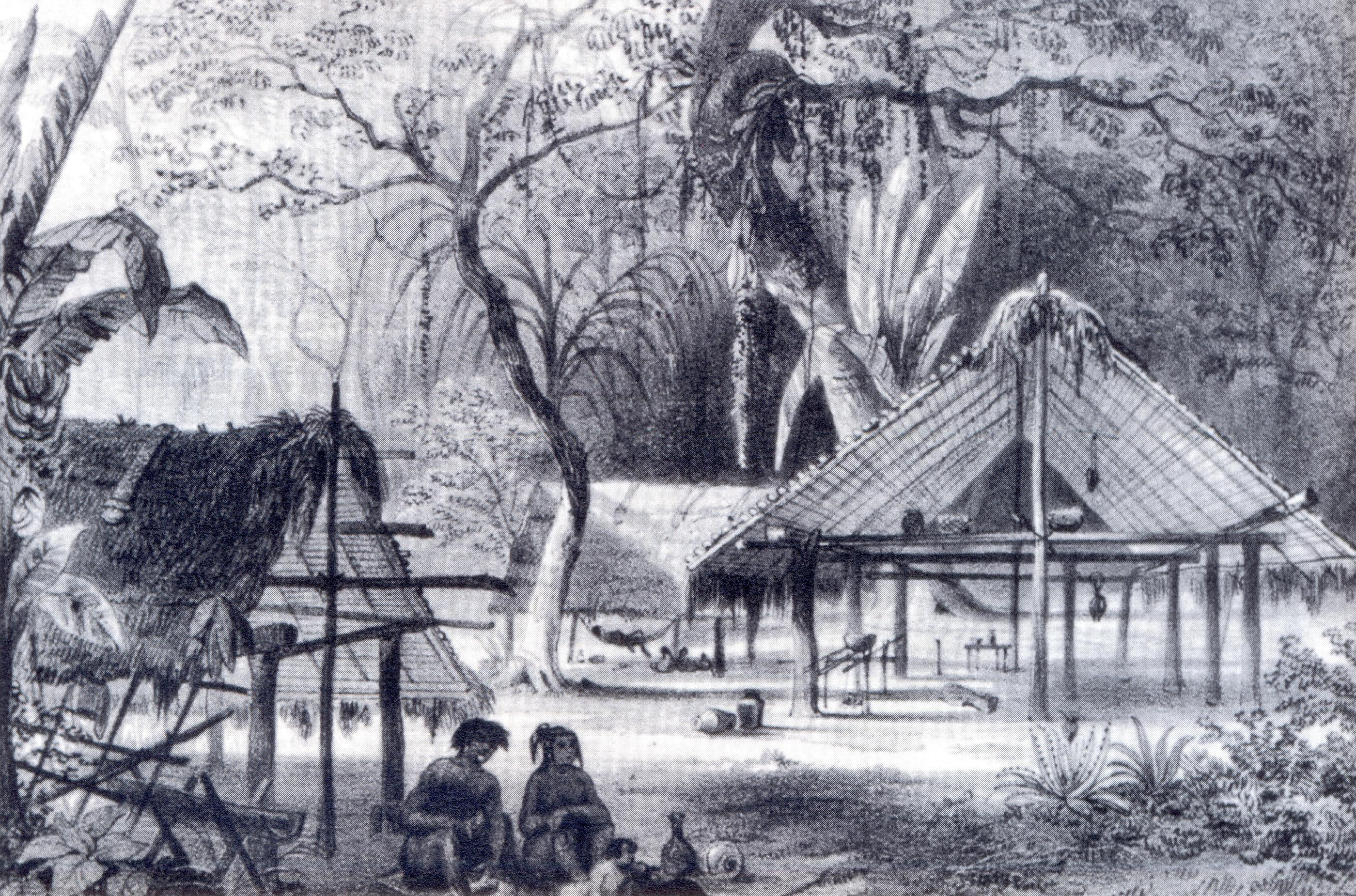
Village kalina, 1839.
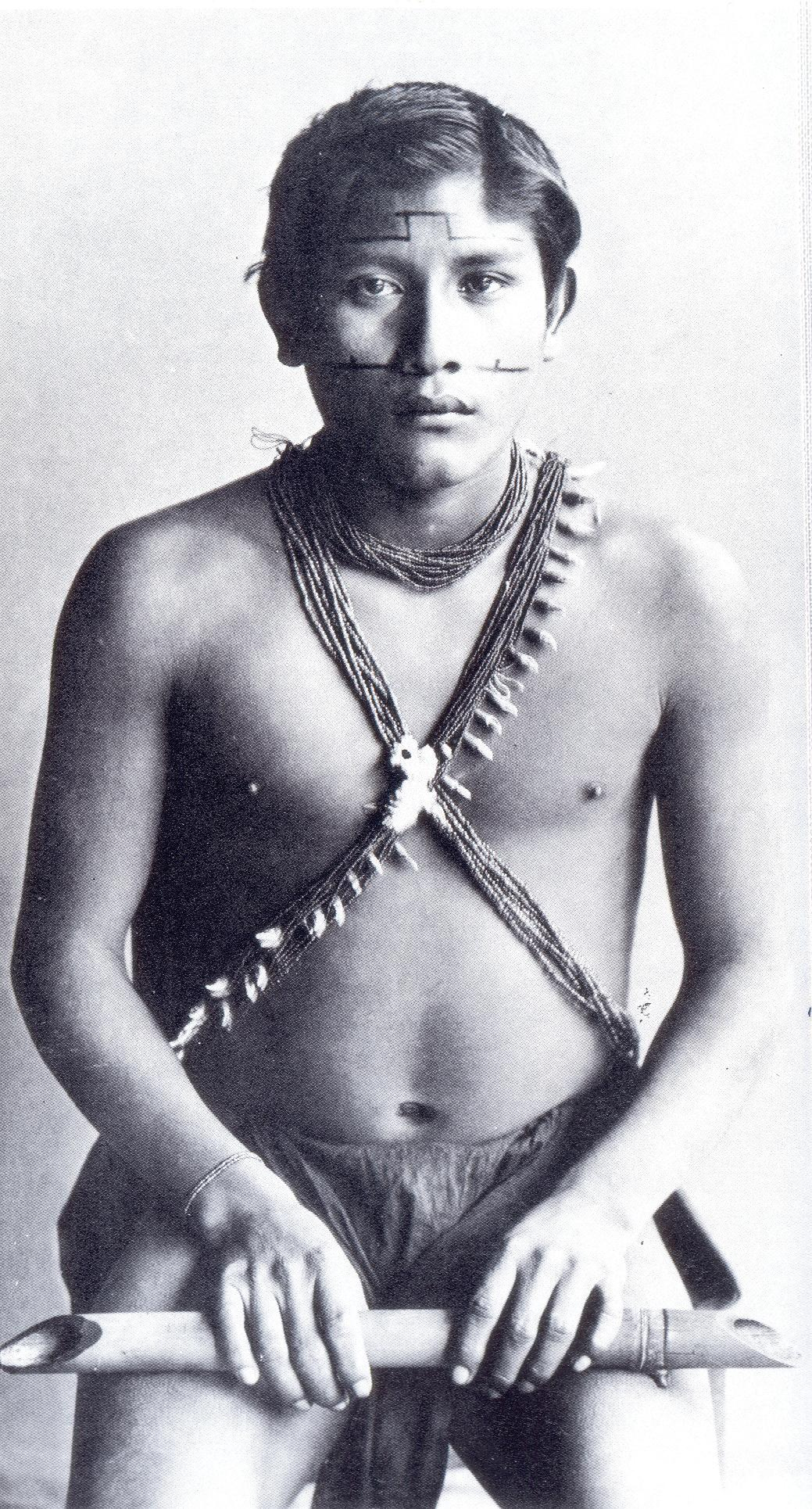
Jeune Kalina, 1892.
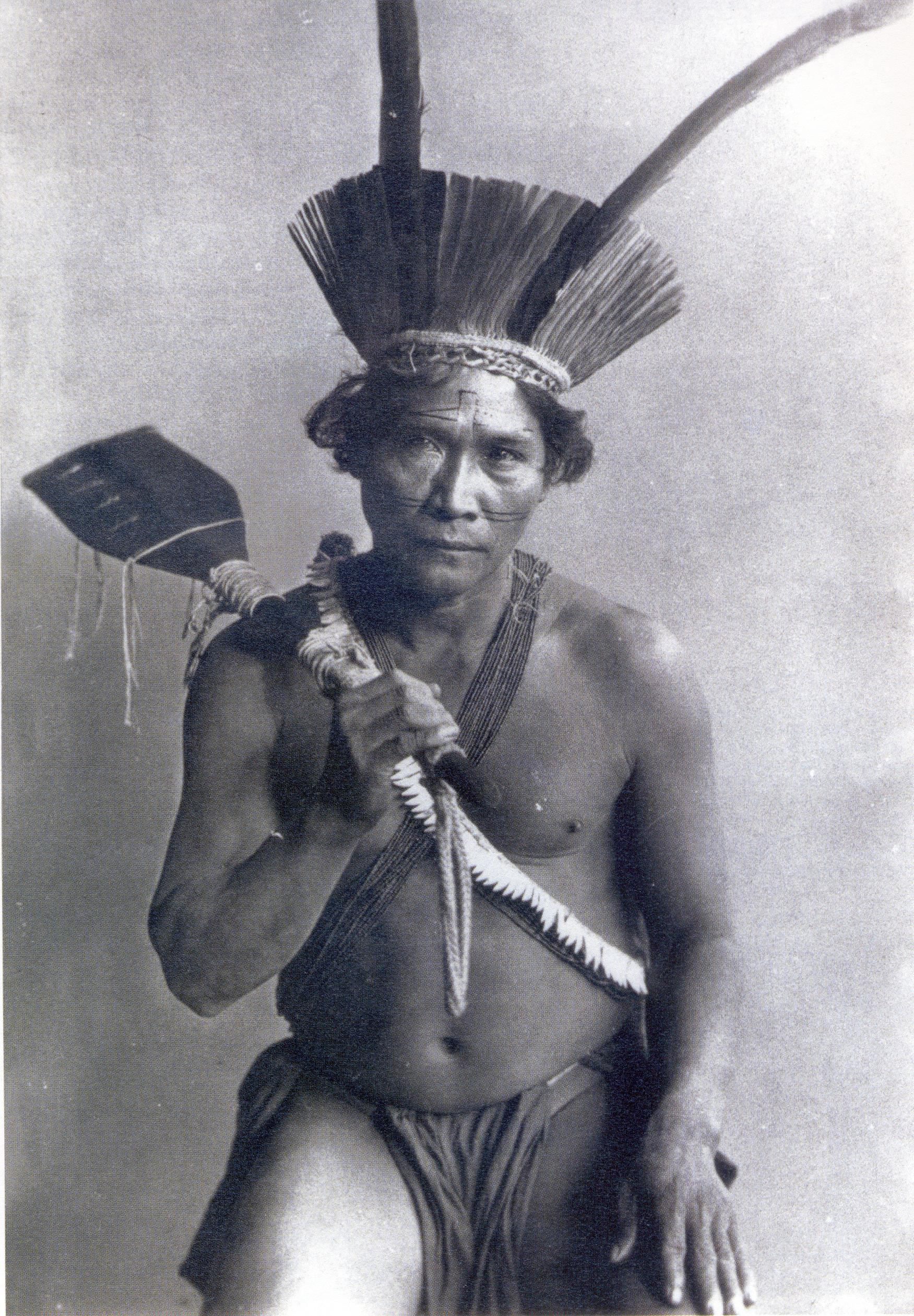
Homme Kalina, 1892.
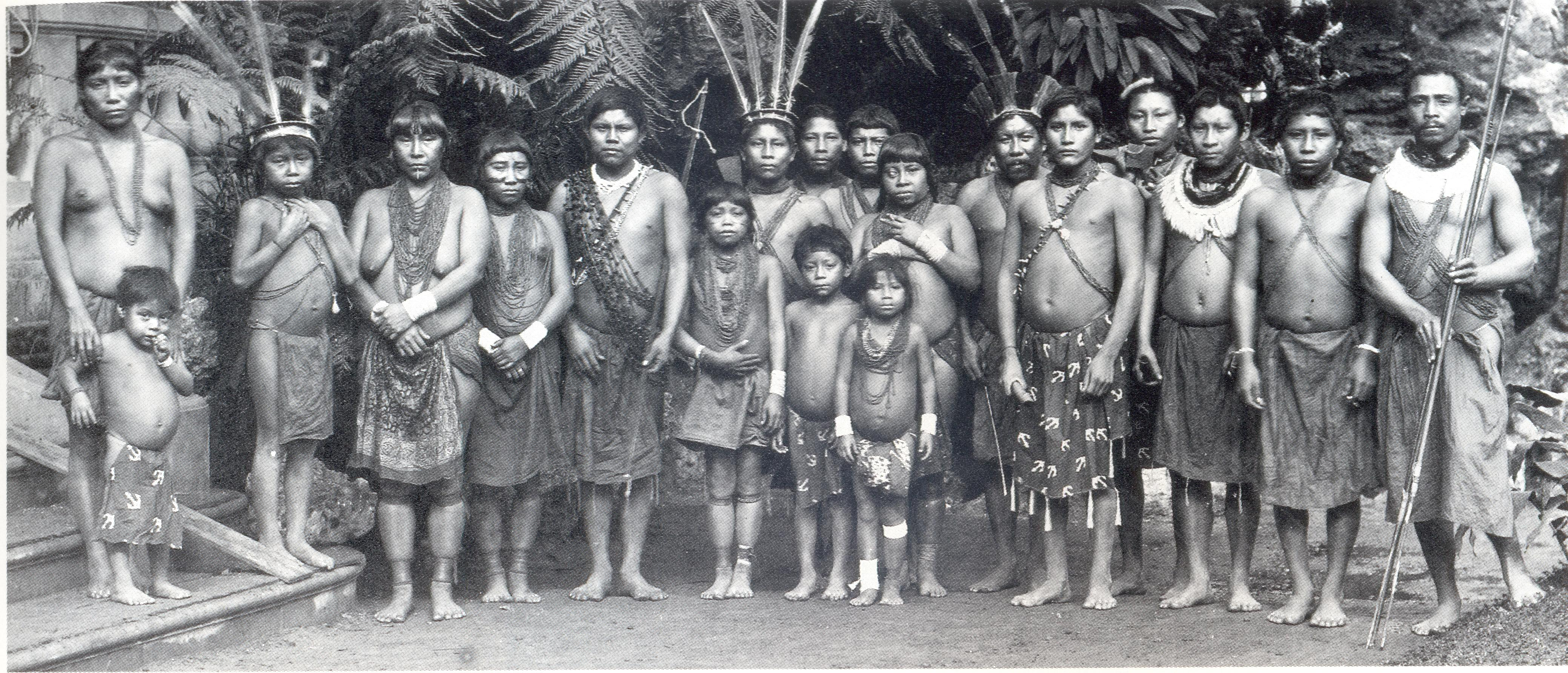
Zoo humain, Paris, 1892.
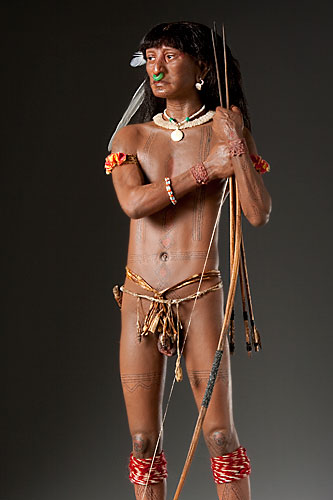
Guerrier Caraïbe, 2020.

### Arrivée des Européens (1500c)
Au troisième voyage de Christophe Colomb, les premiers explorateurs européens sur les côtes de la région sont les Espagnols mené par le conquistador Alonso de Ojeda et le navigateur florentin Amerigo Vespucci en 1499. Ils longent la Côte Sauvage à la recherche de terres riches en or, mais ils ne s'aventurent pas à terre.
L'explorateur anglais Walter Raleigh entreprend en 1617 une expédition au Guyana, où il espère découvrir des mines d'or. Il prend possession d'une partie de ce territoire au nom de l'Angleterre, mais, ayant détruit quelques établissements espagnols, il est emprisonné à son retour en Angleterre, sur demande de l'Espagne. Condamné à mort, il est exécuté en 1618.

## Période coloniale (1600c-1960c)

### Colonisation néerlandaise (1600c)

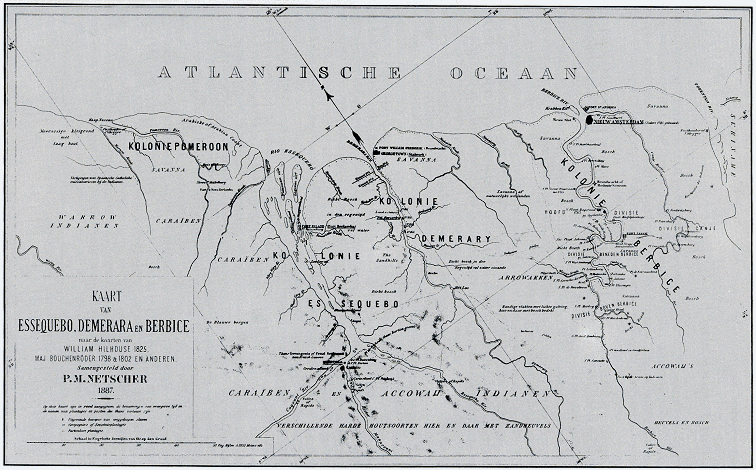
Colonies néerlandaises de la Côte Sauvage vers 1800 : Pomeroon, Essequibo, Démérara et Berbice.

La République des sept Provinces-Unies des Pays-Bas (Republiek der Zeven Verenigde Nederlanden, 1579-1795), devenues indépendantes de l'Espagne, s'impose comme puissance maritime et coloniale, contre le Mare clausum (en) ibérique : Compagnie néerlandaise des Indes occidentales (1621-1795).

#### Première colonie (1596-)

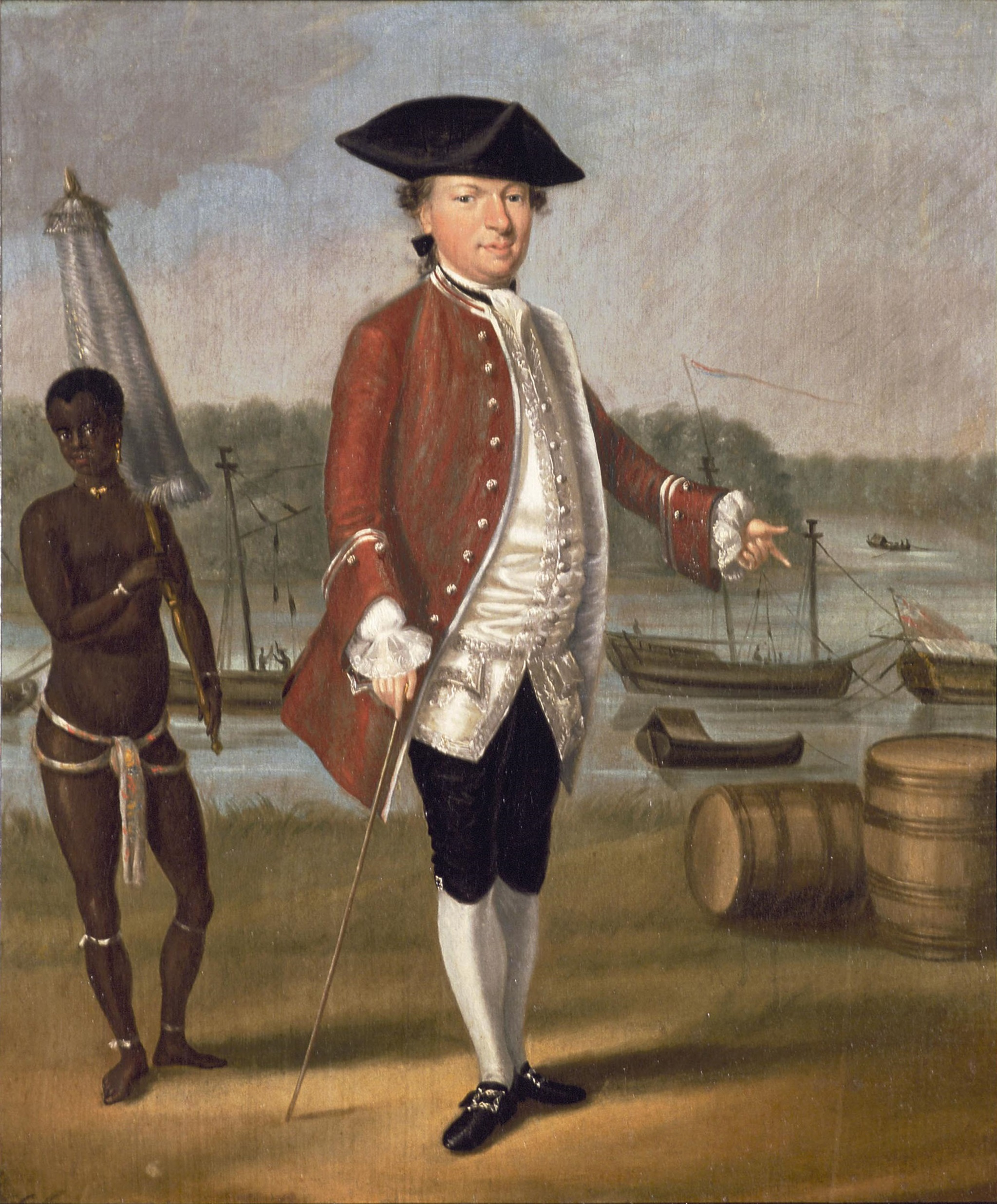
Marchand néerlandais accompagné d'un esclave, deuxième moitié du XVIIIe siècle.

La première tentative de colonisation de la région est entreprise par les Provinces-Unies. En 1596, les Néerlandais fondent Stabroek, aujourd'hui la capitale Georgetown. Par la suite, ils fondent les colonies d'Essequibo, en 1616, Berbice, en 1627, et Démérara, en 1752[réf. nécessaire].
La Compagnie néerlandaise des Indes occidentales gère l'approvisionnement et le développement économique du territoire, fondé sur la canne à sucre et le coton. Elle fait construire une forteresse entre 1616 et 1621 dans le Comté d'Essequibo.
Pendant plus de deux siècles, le commerce triangulaire fournit en main-d’œuvre les plantations européennes du Guyana.

#### Révolte des esclaves (1763)

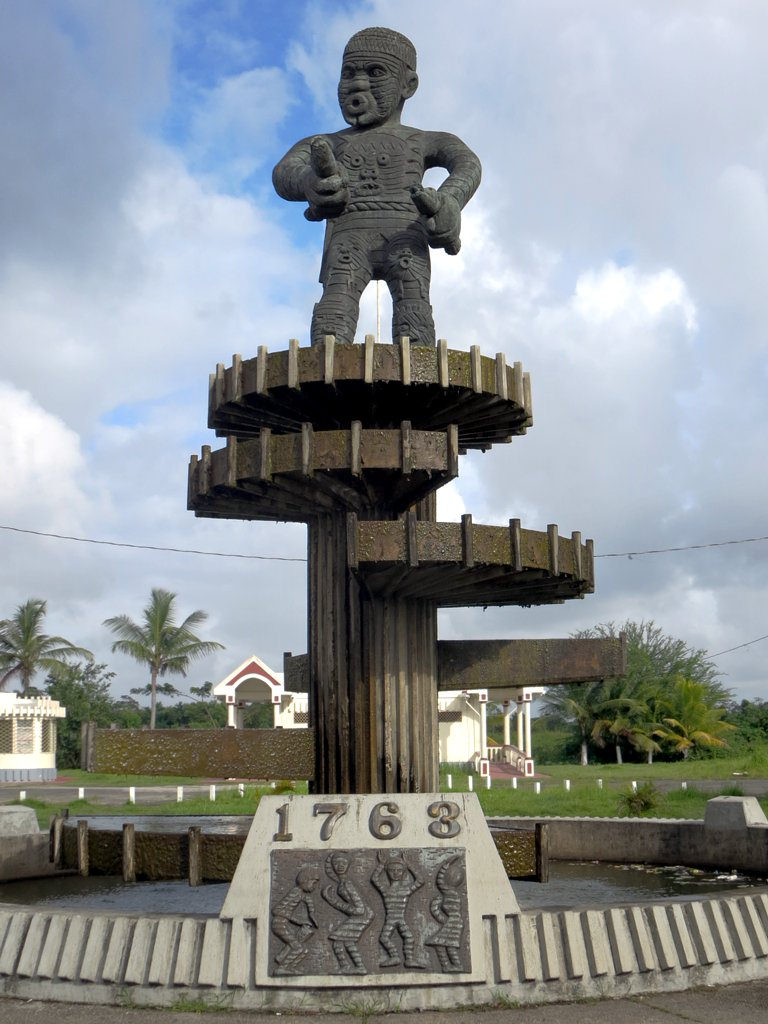
Monument à la gloire de l'esclave révolté Cuffy (ou Kofi), Georgetown.

Le 23 février 1763, une révolte d'esclaves éclate dans la colonie de Berbice qui compte alors 350 colons blancs, 250 indigènes en esclavage et près de 4 000 esclaves noirs. Commencé dans la plantation Magdalenenberg, le soulèvement contre le traitement inhumain infligé aux esclaves se propage rapidement à d'autres exploitations, où les esclaves libérés rejoignent les rangs des insurgés.
À la plantation de Lilienburg, l'esclave Cuffy (aussi orthographié Coffy, Kofi ou Koffi), issu d'une tribu ouest-africaine Akan, se joint au soulèvement et en devient le chef. Il entraîne avec lui les forces rebelles à se battre comme une unité contre la milice néerlandaise. Il prend comme épouse la femme du directeur de Plantation Bearestyn, et se déclare gouverneur de Berbice.
À la suite d'une défaite face aux colons, un conflit interne entre les partisans d'un trêve et ceux souhaitant la poursuite du soulèvement, entraîne la chute et le suicide de Cuffy. Un an après le début de la rébellion, des troupes des colonies françaises et britanniques voisines arrivent pour aider les Hollandais à écraser la rébellion. Malgré l'échec de la révolte, Cuffy deviendra un héros national de la Guyana et un symbole de la lutte contre les puissances coloniales.

#### Guerres entre puissances coloniales (1700c-1800c)
Les Néerlandais se disputent le contrôle de la région avec les Britanniques et les Français. Les quatre colonies néerlandaises Pomeroon, Essequibo, Démérara et Berbice sont conquises par les Britanniques en 1796. Ces territoires leur sont ensuite formellement cédés lors du traité anglo-néerlandais de 1814.

### Colonie britannique (1831-1966)

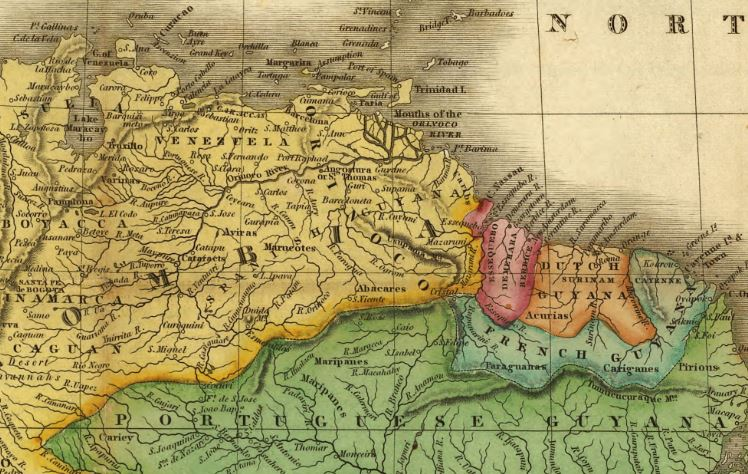
Les Guyanes en 1826 : Guyane espagnole (en Grande Colombie), Guyane britannique, Guyane néerlandaise, Guyane française et Guyane portugaise.

Les territoires conquis dès 1796, avec avalisation de 1814, sont érigés en colonie britannique en 1831 : Guyane britannique.

#### Révolte des esclaves (1823)
En 1823, une révolte d'esclaves de grande ampleur éclate dans la colonie de Démérara. Impliquant quelque 12 000 captifs, elle est durement réprimée par les troupes coloniales britanniques.

Récit de l'insurrection d'esclaves à Démérara en 1823
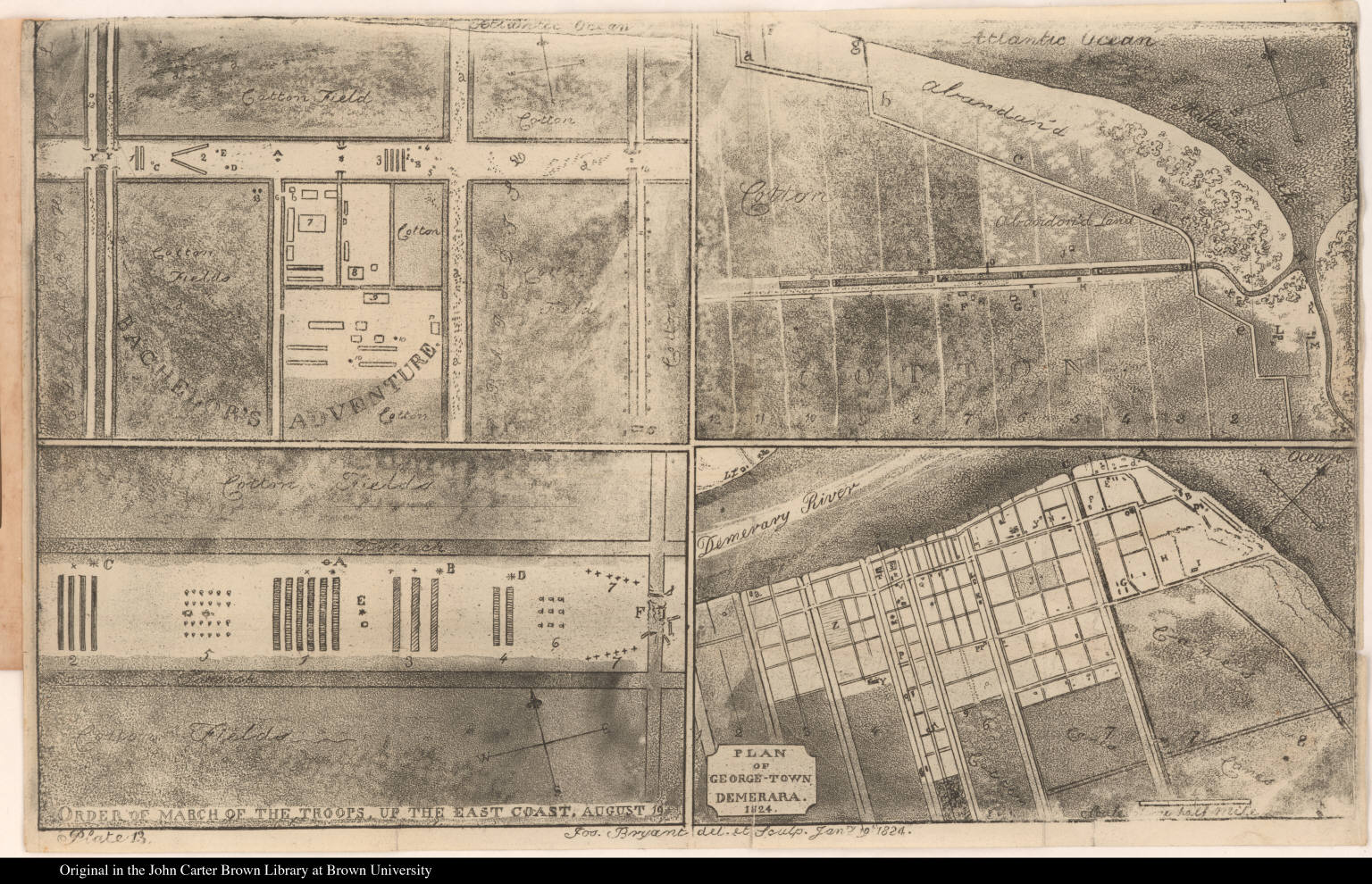
Cartes de l'insurrection d'esclaves nègres dans l'ancienne colonie de Démérara, le 18 août 1823.
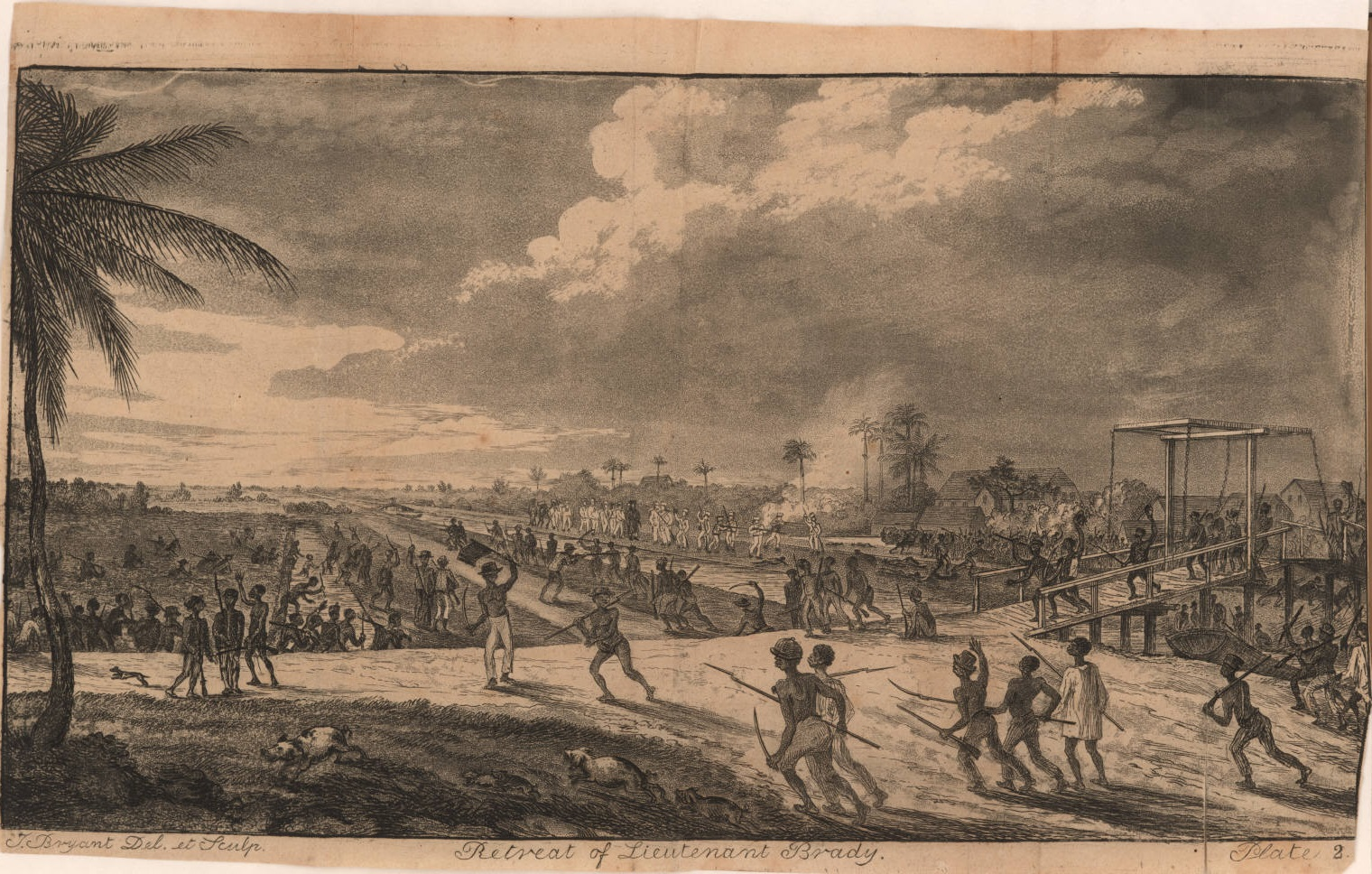
Groupe d'esclaves insurgés forçant les soldats européens du Lieutenant Brady à battre en retraite.
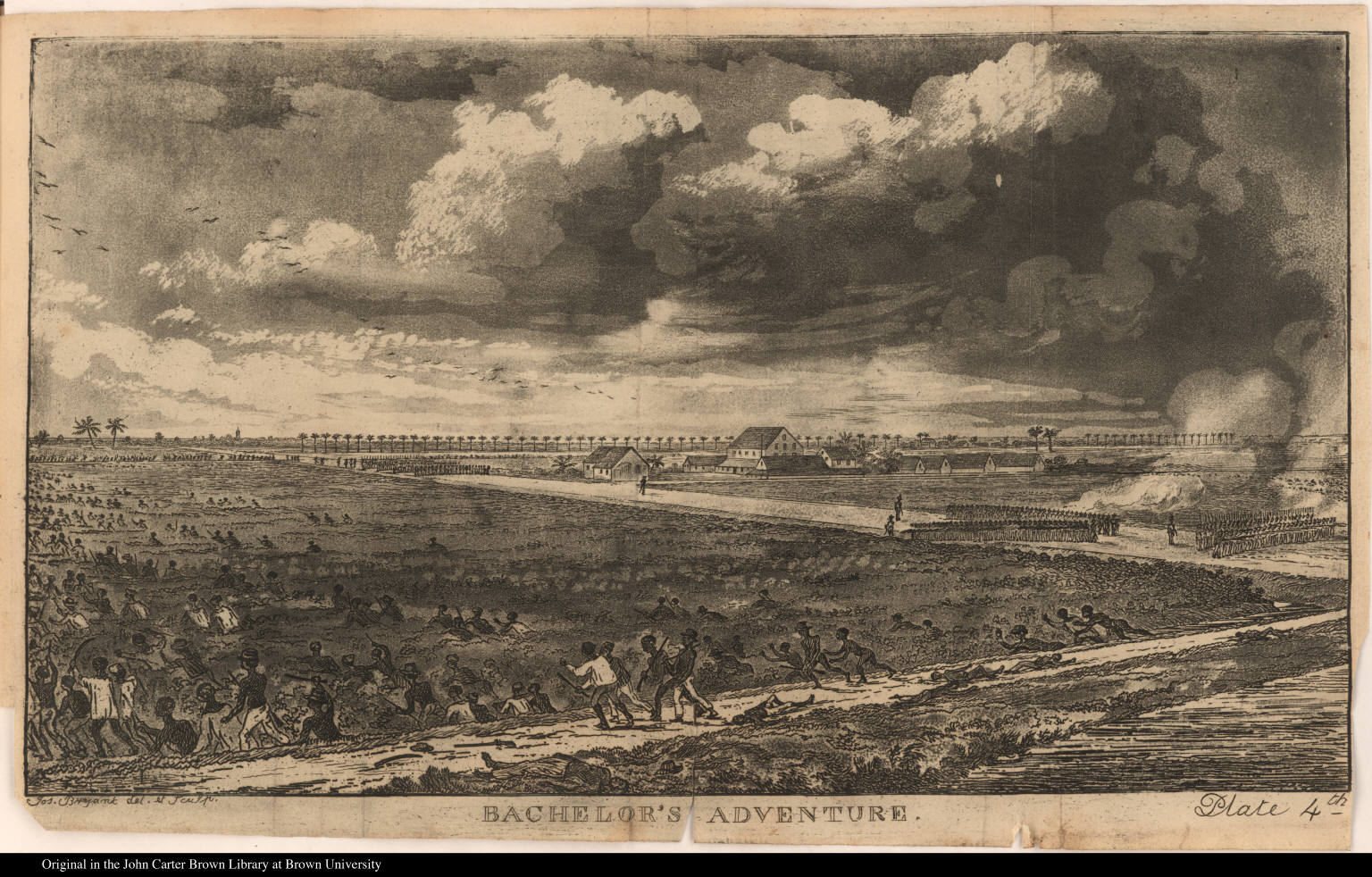
Esclaves en fuite devant les troupes coloniales en formation de combat sur la plantation Bachelor's Adventure.
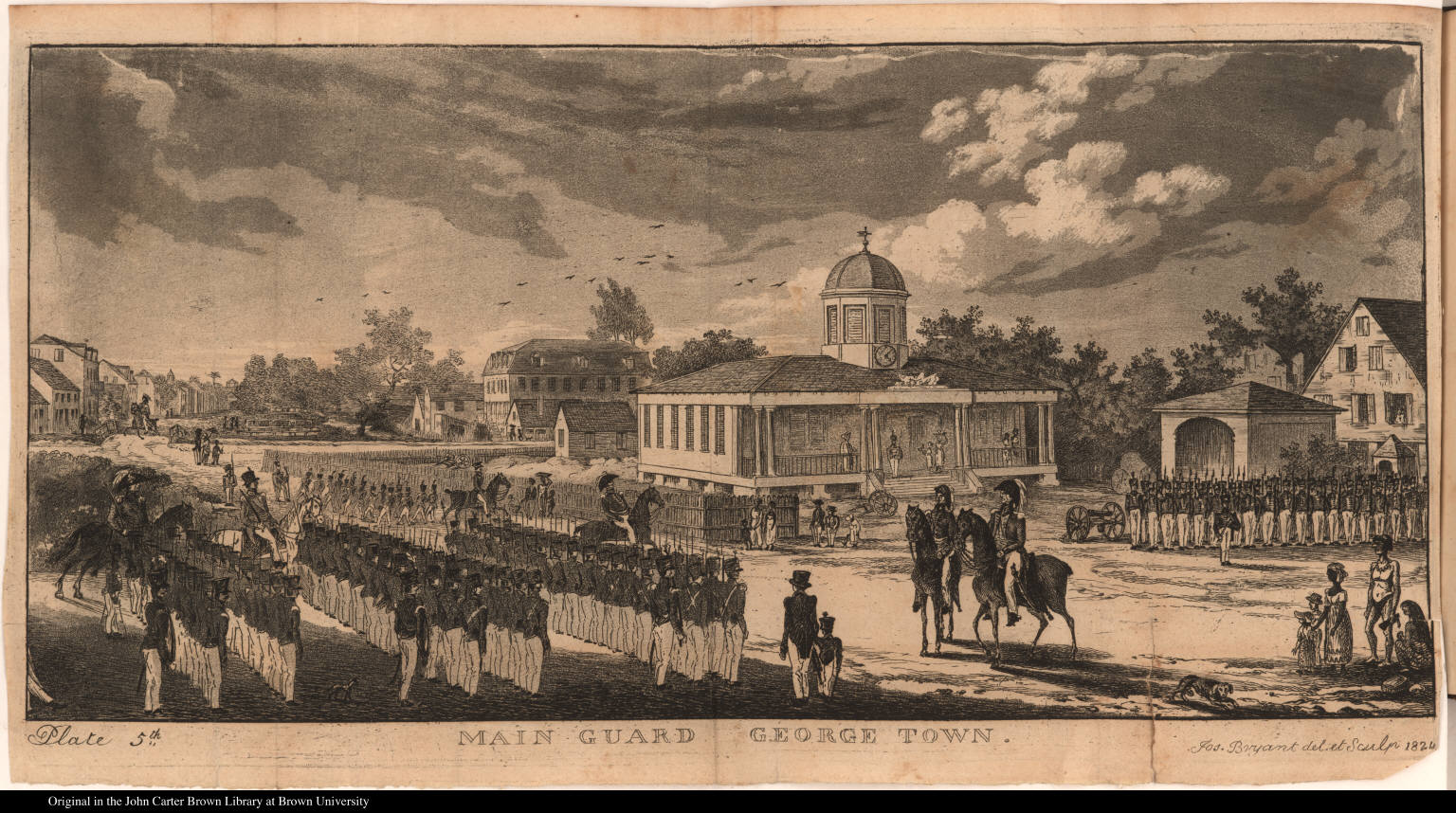
Troupes coloniales britanniques à Georgetown.
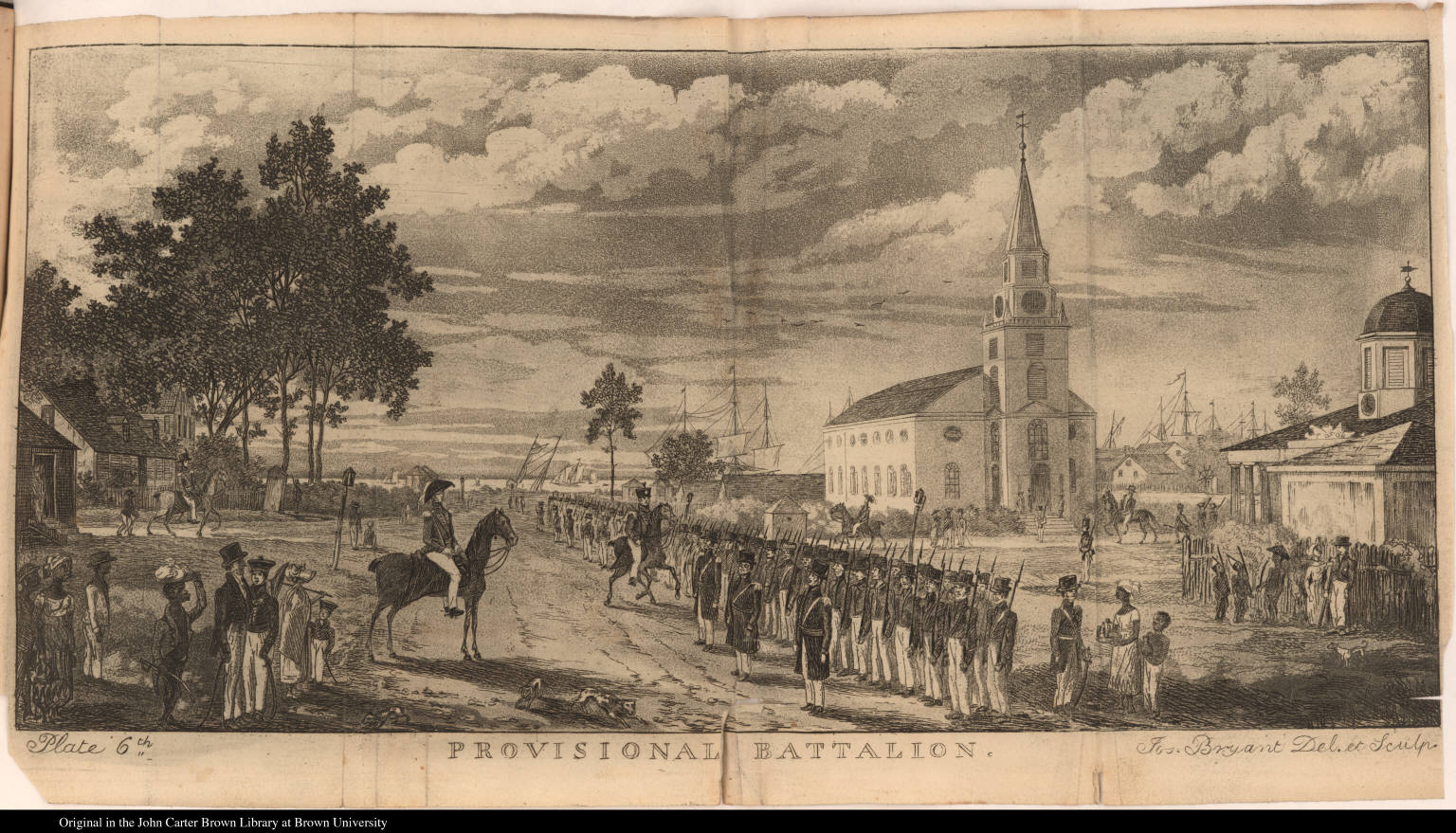
Bataillon colonial provisoire à Georgetown.
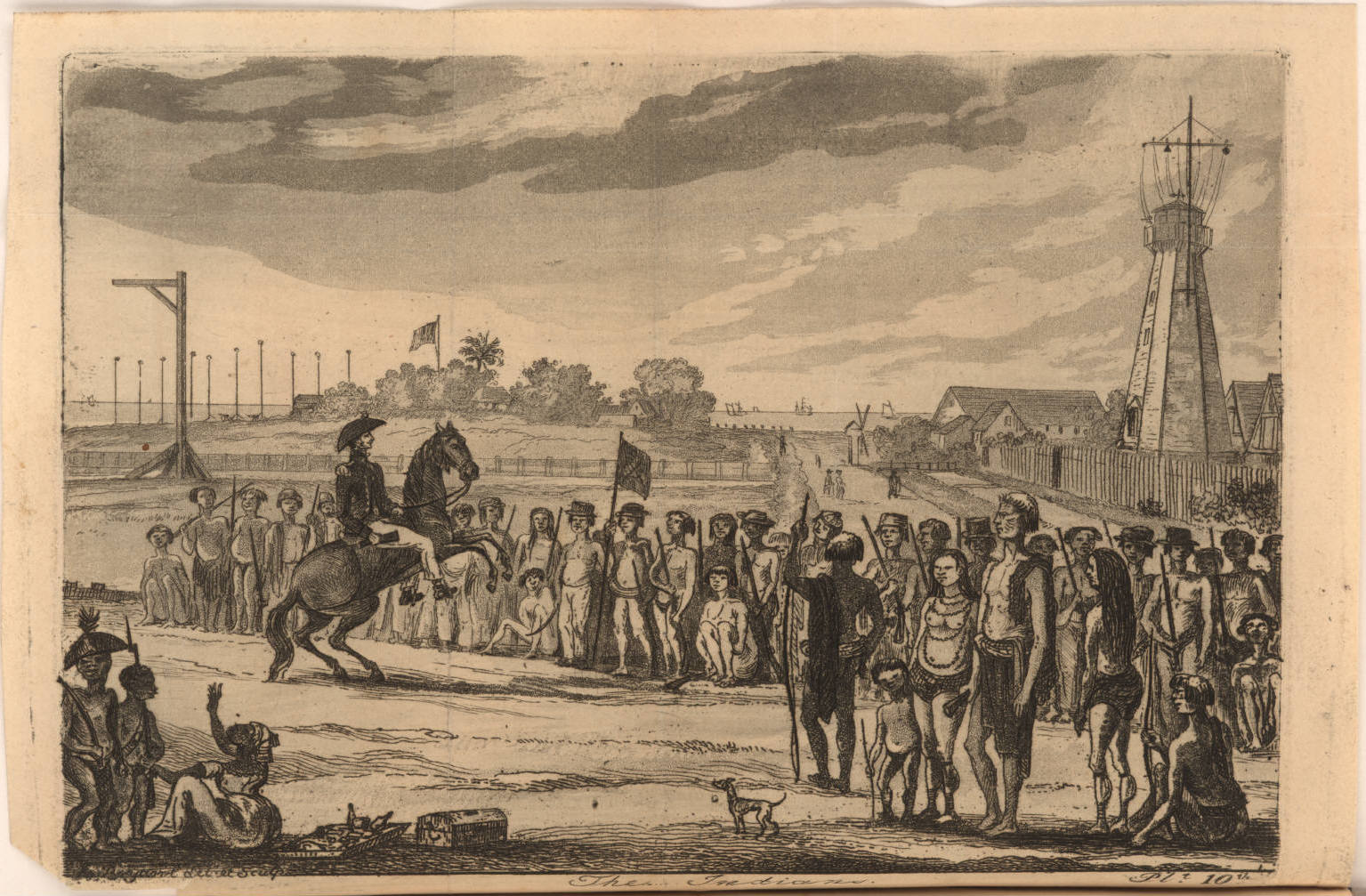
Autochtones armés de bâtons au service d'un officier britannique.
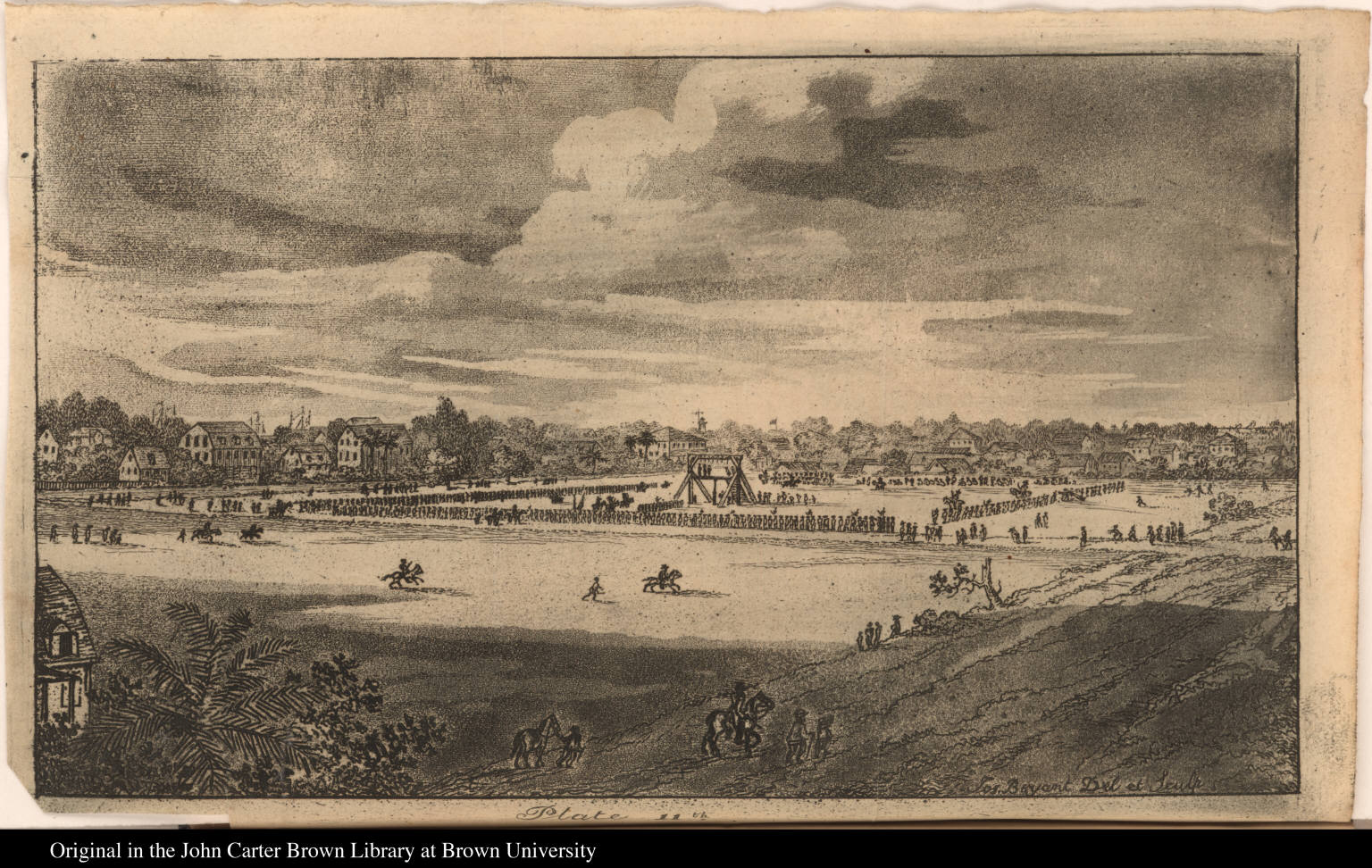
Exécution de rebelles sur le terrain de parade de Cummingsburgh.
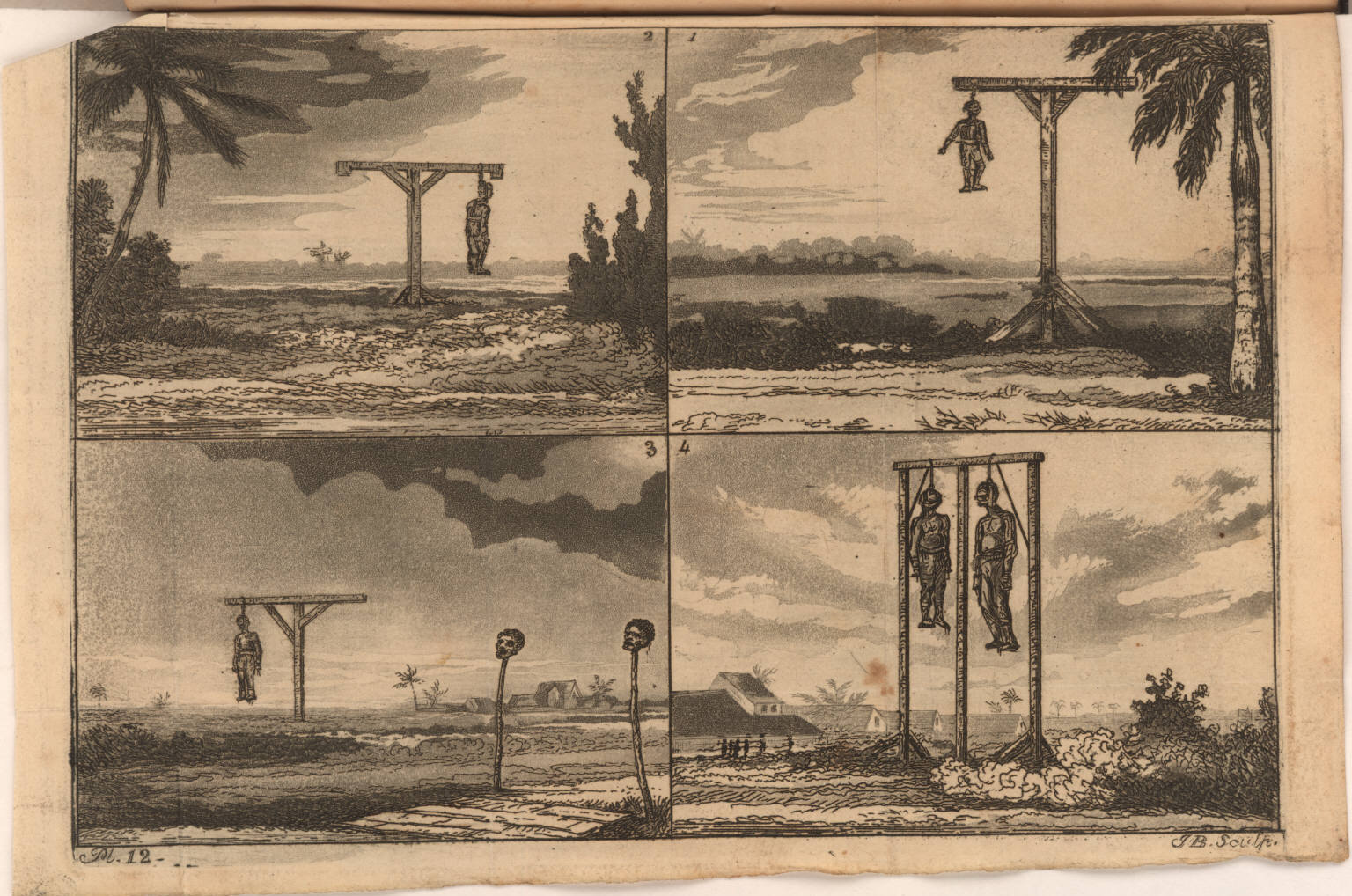
5 des rebelles : Quamina (plantation Success), Lindor, (La Bonne Intention), Paul (The Friendship), Telemachus et Jemmy (Bachelor's Adventure).

#### Regroupement des colonies en une seule entité (1834)

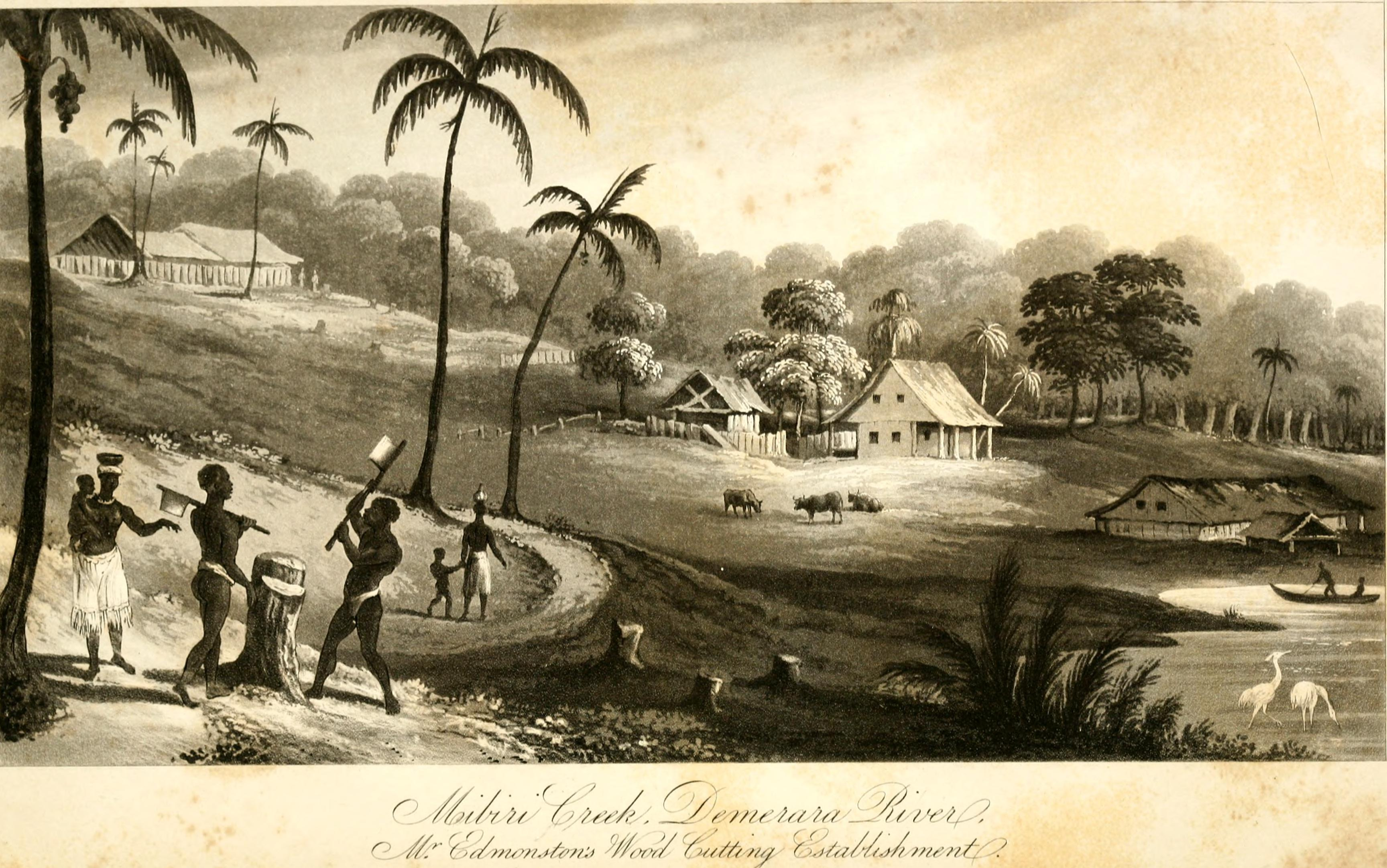
Plantation esclavagiste de Charles Edmonstone (maître de John) à Démérara en 1834.

En 1831, les trois territoires sous domination britannique (Essequibo, Démérara et Berbice) deviennent une seule et même colonie connue sous le nom de Guyane britannique.

#### Abolition de l'esclavage et engagisme (1838)

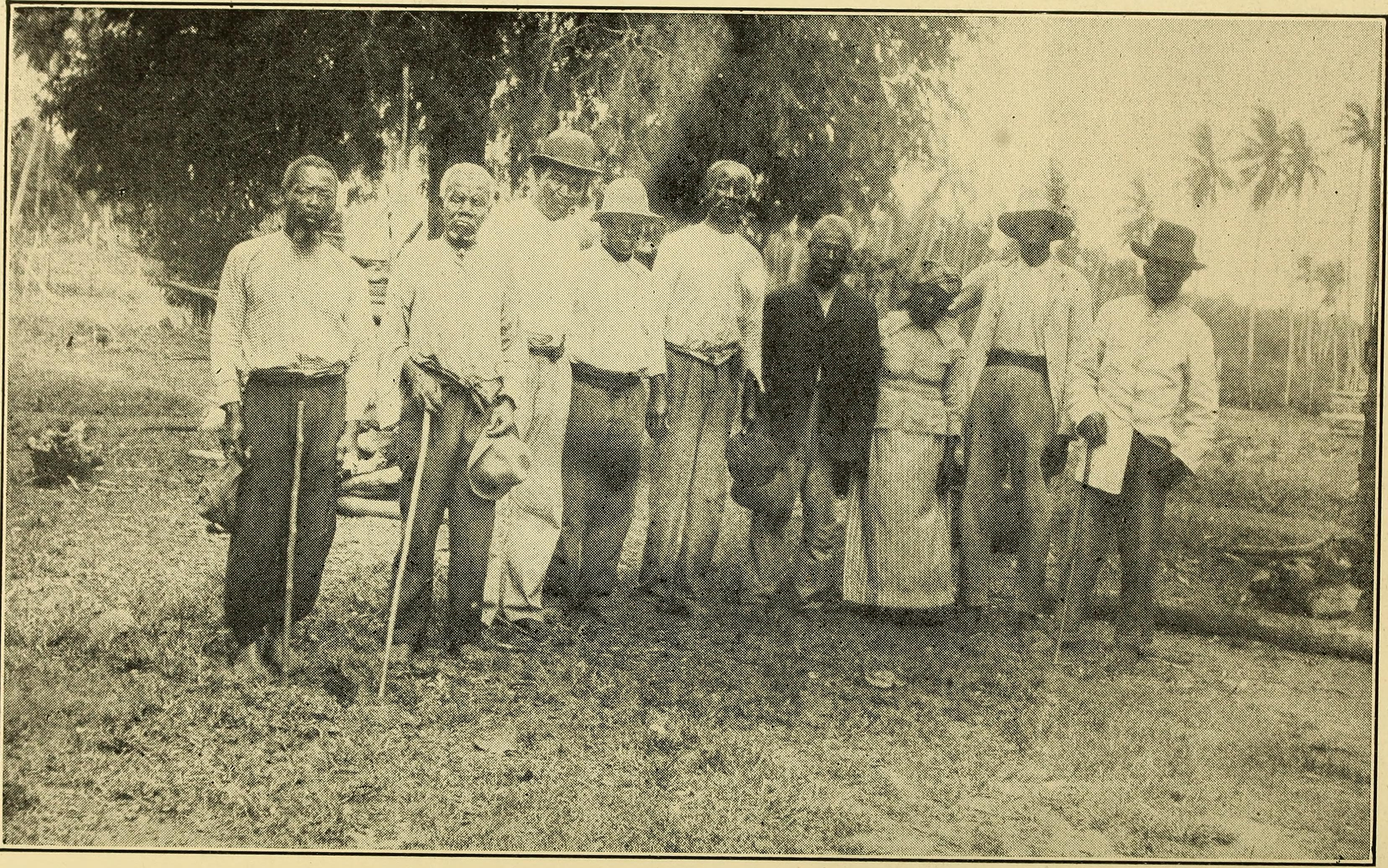
Travailleurs engagés « Kongos » en 1919.

À la suite de l'abolition de l'esclavage, en 1838, les affranchis quittent en masse les plantations de canne à sucre, en dépit des restrictions visant à enrayer ces départs. Les planteurs substituent alors aux anciens esclaves des travailleurs soumis à des contrats asservissants (engagisme), en provenance pour la plupart d'Inde, mais aussi de Chine ou d'Afrique centrale. L'arrivée de ces dizaines de milliers de travailleurs indiens restreint les capacités de négociation salariale des anciens esclaves noirs et pose les bases d'un antagonisme entre les deux principales composantes ethniques de la population du Guyana.
Entre 1400 et 1860, les marchands d'esclaves ont importé au Guyana et au Suriname environ 500 000 esclaves noirs.

#### Annexion de la Guyana Esequiba (1835-1895)
Les différentes puissances coloniales se disputent le territoire de la Guayana Esequiba, région de forêts peuplée d'autochtones. Lors de son indépendance en 1811, une partie de ce territoire fait partie du Venezuela, et un autre est intégrée à la colonie britannique.
Entre 1835, le Royaume-Uni demande au naturaliste allemand Robert Hermann Schomburgk, dans le cadre d'une expédition pour la Royal Geographical Society, d'établir les frontières de la colonie. Profitant des difficultés du jeune État vénézuélien à contrôler ses frontières, le tracé de la Ligne Schomburgk, publié en 1840, va bien au-delà de l'aire occupée par les Britanniques, et accorde à la Guyane britannique le contrôle de l'embouchure de l'Orénoque.
En octobre 1866, le Royaume-Uni déclare que la Ligne fera office de frontière provisoire de la Guyane britannique, et en février 1887, le Venezuela rompt les relations diplomatiques (crise vénézuélienne de 1895). Pour défendre sa cause, le Venezuela recourt au gouvernement des États-Unis qui à cette époque professe la doctrine Monroe, rejetant l'ingérence des puissances européennes en Amérique.
Une commission d'arbitrage est formée en 1899 à Paris, opposant deux Américains représentant les intérêts vénézuéliens et deux britanniques, sous la direction d'un juge russe. La décision de la sentence arbitrale de Paris est favorable au Royaume-Uni en lui attribuant le territoire appelé par le Venezuela Guayana Esequiba de 159 500 km2, à l'ouest du fleuve Essequibo, mais pas dans son aspiration maximale de couvrir les embouchures du fleuve Orénoque et de contrôler sa navigation. La solution est acceptée malgré les protestations du Venezuela, du Brésil et de la France.

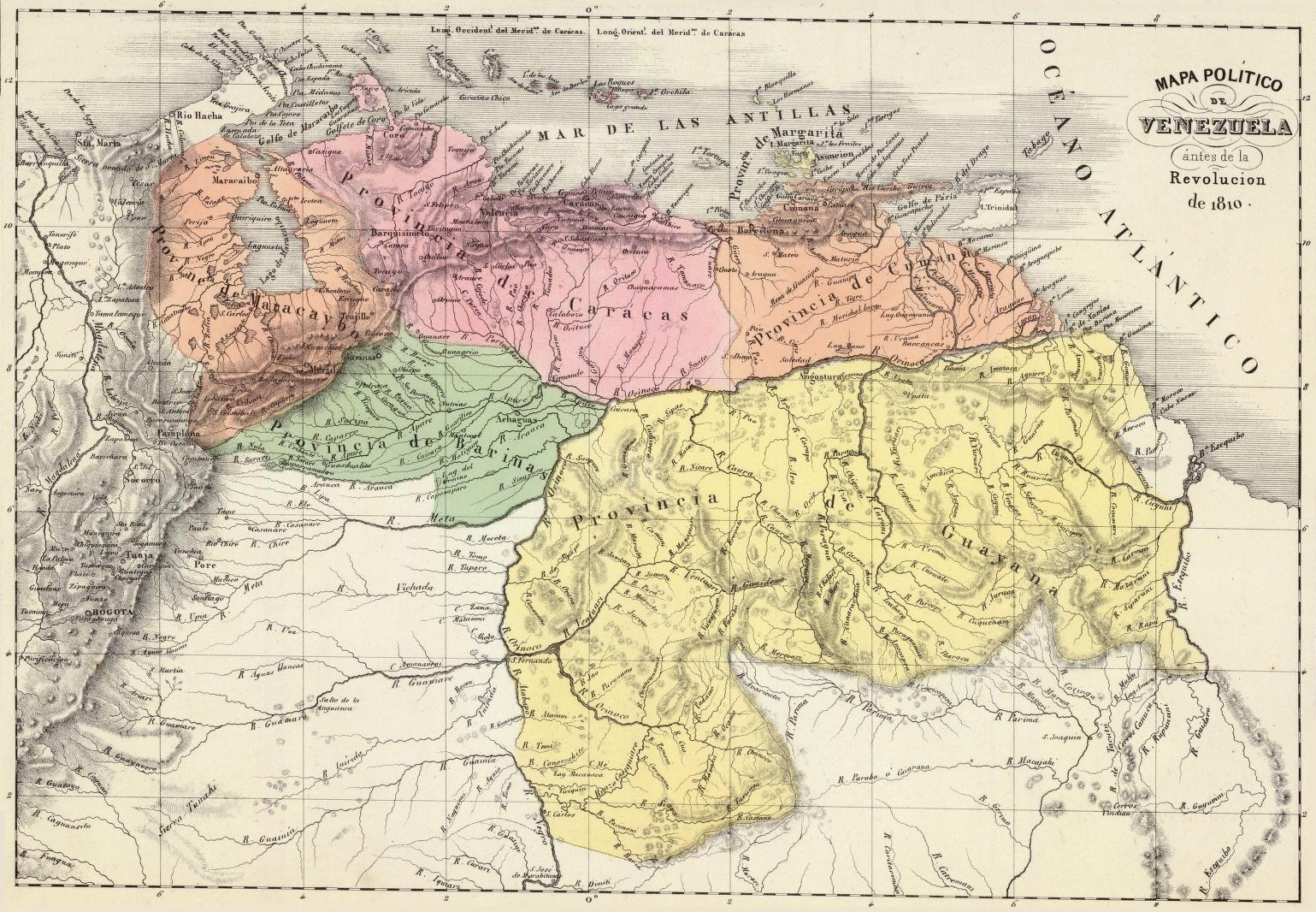
Carte de la Capitainerie générale du Venezuela en 1810, montrant la frontière avec le fleuve Essequibo.
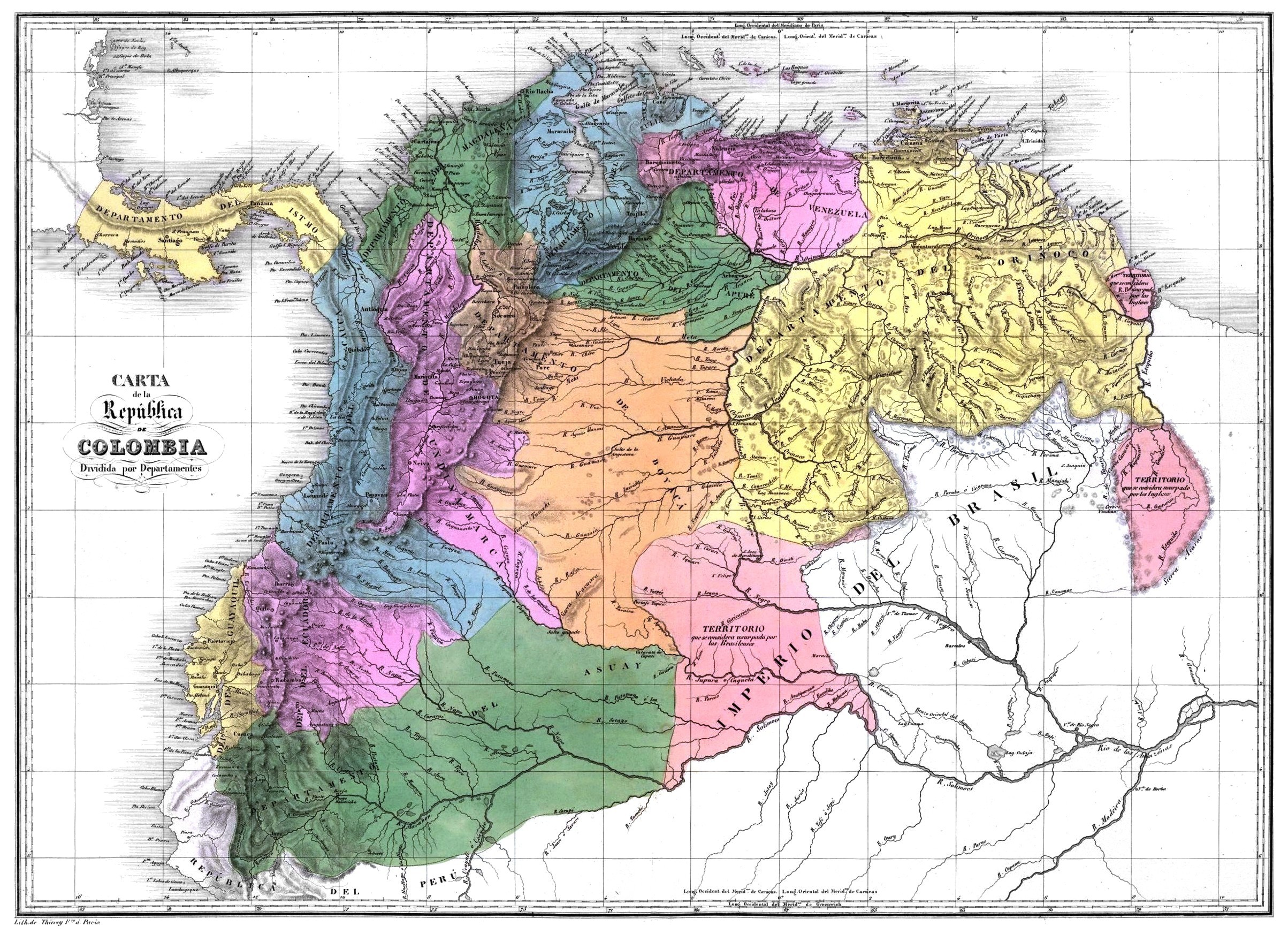
Carte de la Grande Colombie en 1819 qui comprend une partie du territoire à l'ouest du fleuve Essequibo, et montre deux zones en pourparlers avec les Britanniques.
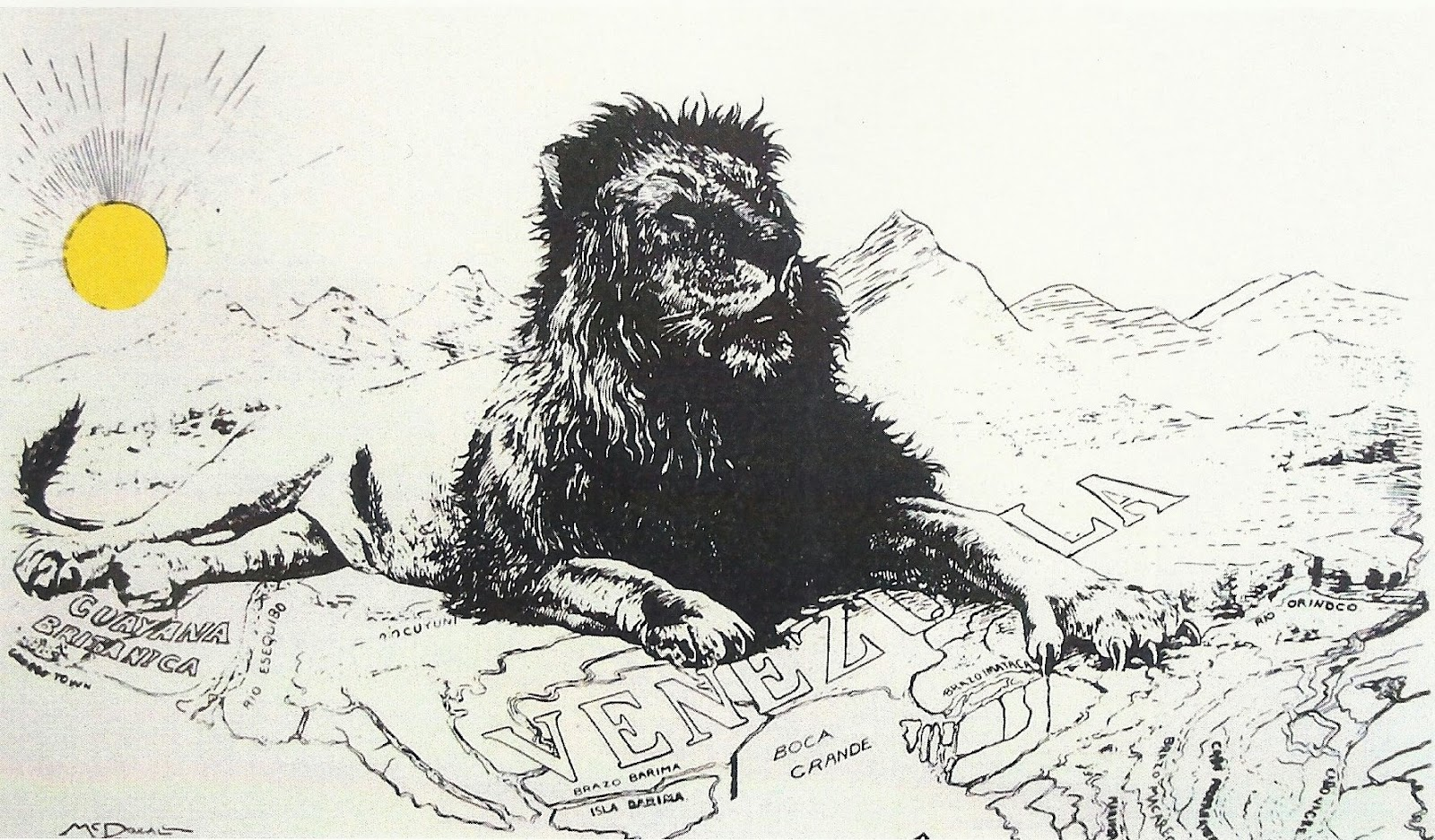
Caricature de 1887. Les Britanniques avancent le long des rivières Barima, Amacuro, Yuruán et Cuyuni après la rupture des relations diplomatiques.
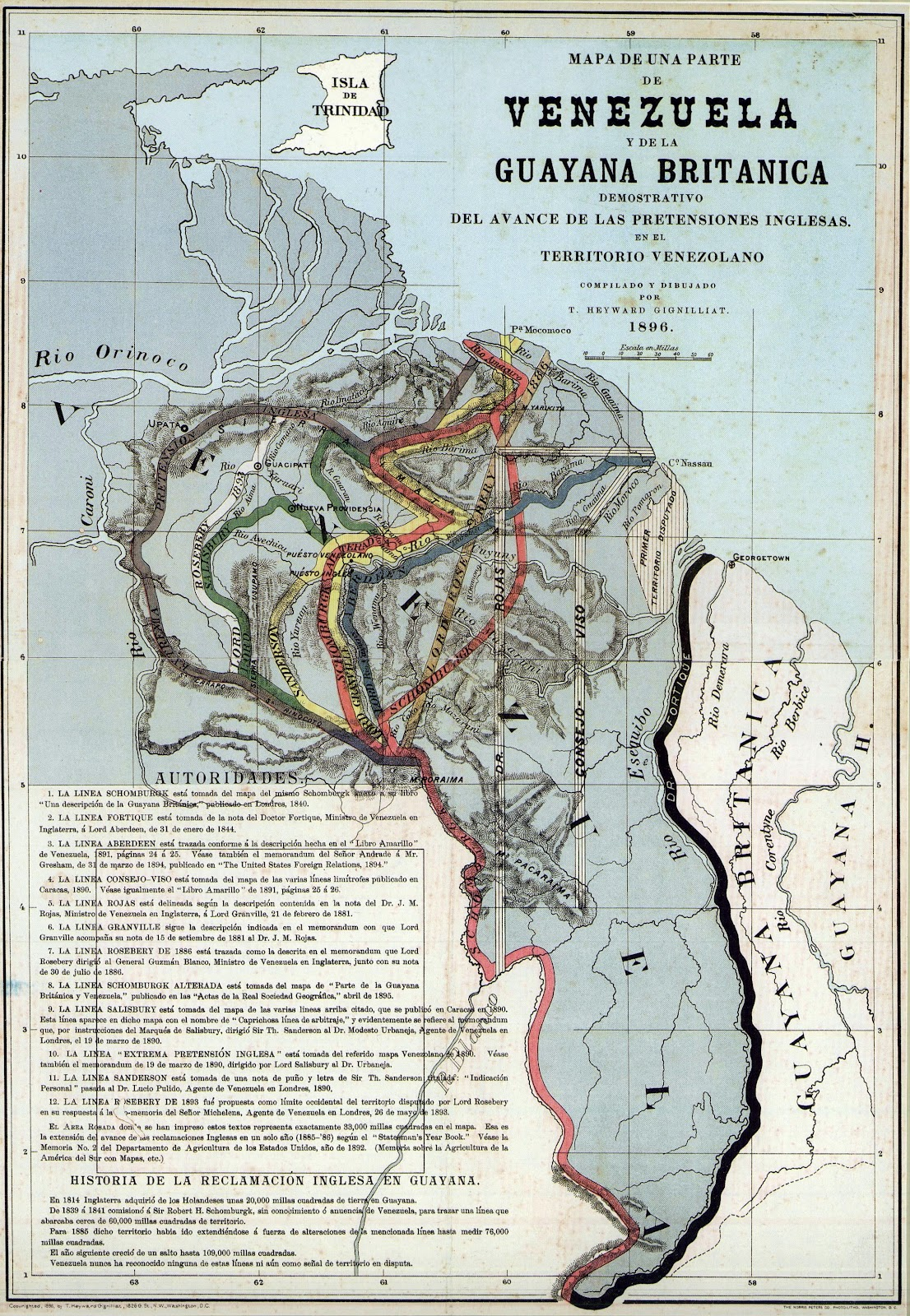
Carte de 1896 de l'ancienne Guyane britannique et les différentes lignes de démarcation tracées qui ont été discutées dans la sentence arbitrale de Paris.
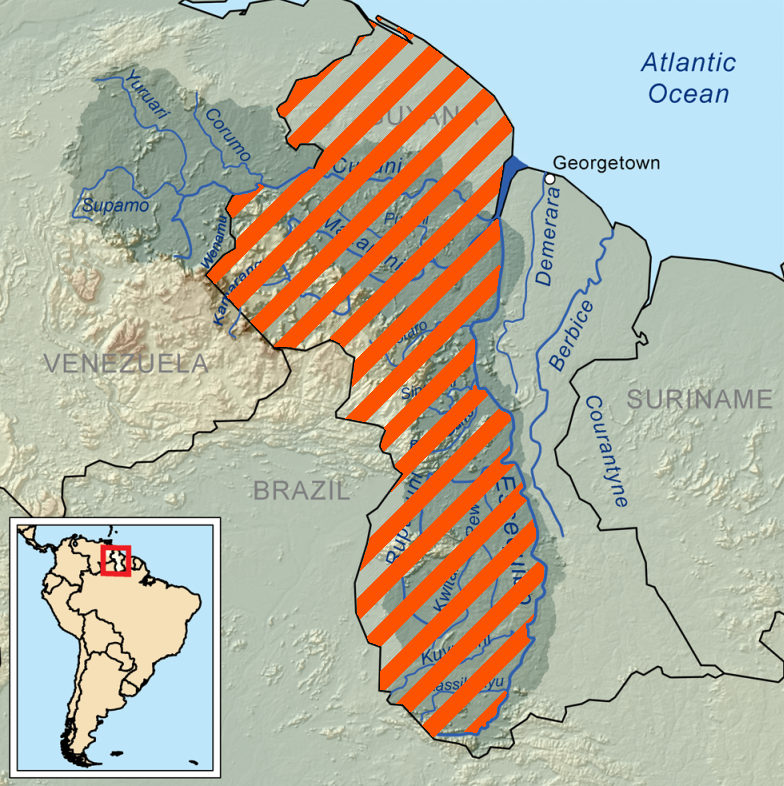
La zone récupérée par les Britanniques en 1899.

#### Mouvement anticolonialiste (1850c-1960c)

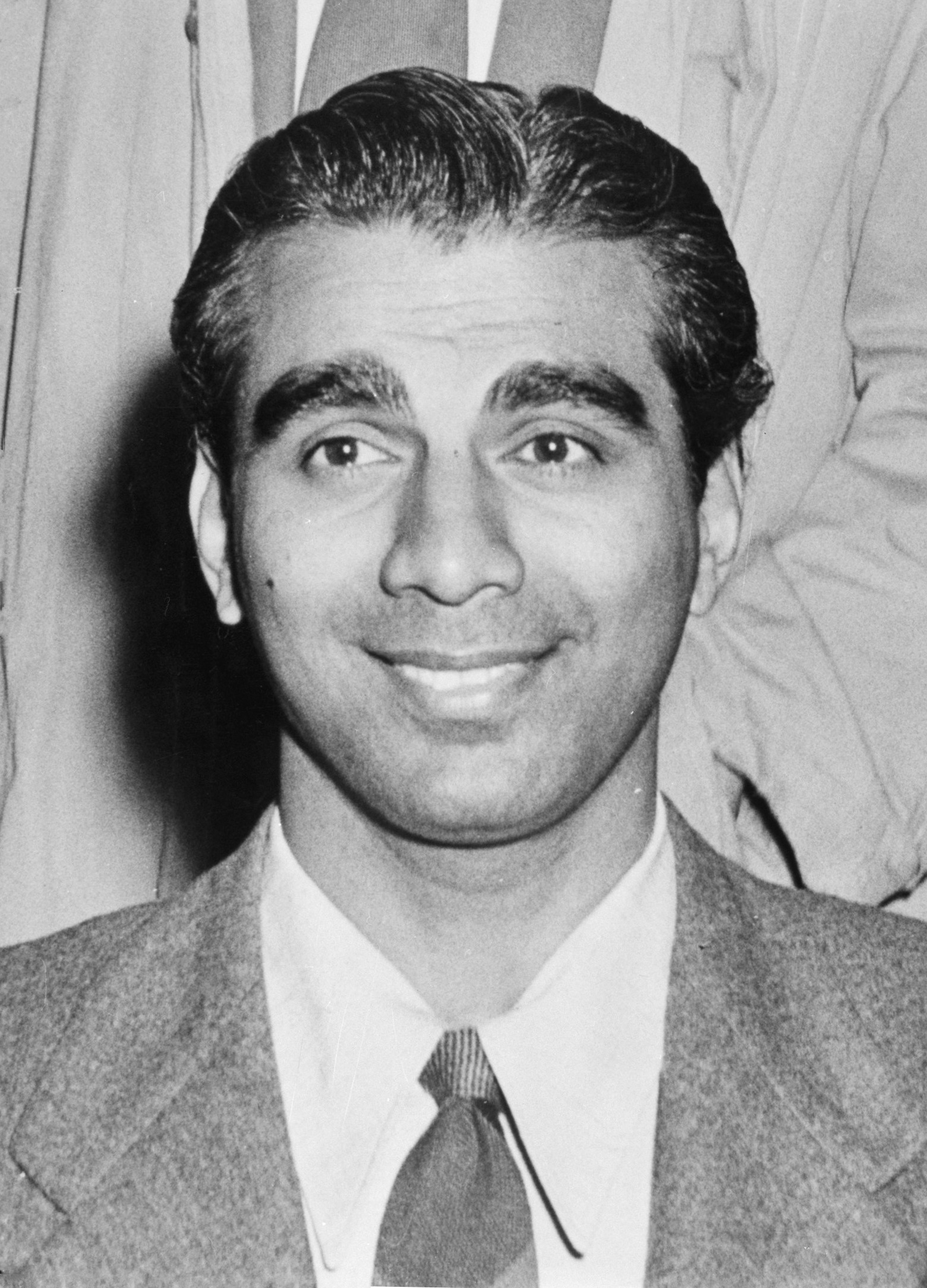
Cheddi Jagan, chef du Parti progressiste du peuple.

Au milieu du XXe siècle, le mouvement pour l'indépendance réussit à unir la classe ouvrière guyanienne autour du rejet du colonialisme britannique. En 1950, le militant syndicaliste Cheddi Jagan (1918-1997), d'origine indienne, fonde avec Forbes Burnham et Janet Jagan le Parti progressiste du peuple (PPP), parti multiracial marqué à gauche.
En 1953, une nouvelle constitution établit le suffrage universel, et le 27 avril, le Parti progressiste du peuple remporte les élections. Cheddi Jagan devient ministre de l'agriculture. Parmi les premières lois du nouveau gouvernement figure l'obligation pour les entreprises de reconnaître le droit syndical. Toutefois, le Bureau des colonies et Winston Churchill, jugeant le parti trop à gauche et s'inquiétant d'un possible coup d'État communiste, choisissent la répression et envoient des troupes militaires pour suspendre la Constitution libérale et démettre Jagan de son mandat. Le Bureau des colonies justifie cette décision en déclarant que « le gouvernement britannique a décidé que la Constitution du Guyana devait être suspendue pour prévenir la subversion communiste du gouvernement et une crise dangereuses dans l'ordre public et les affaires économiques ». Les organisations annexes au PPP telles que la Ligue des jeunes pionniers ou le Comité de la paix sont déclarées illégales. En mai 1954, la police ferme le siège central du PPP à Georgetown. Le chef du parti, Cheddi Jagan, est limité dans ses déplacements puis est condamné à six mois de prison avec travaux forcés.
Aux élections d'août 1961, la victoire du Parti progressiste du peuple permet à Cheddi Jagan de devenir ministre en chef de la Guyane britannique, même si le pouvoir est principalement entre les mains du gouverneur de la colonie. En 1962, Jagan met en place un programme fiscal qui provoque de violentes émeutes et une grève générale. Les troupes britanniques sont appelées pour restaurer l'ordre, en février 1962, puis en 1963. Les désordres qui ont pris un caractère racial, et la tentative de coup d'État font 170 morts.
Lors des élections de décembre 1964, le PPP remporte la majorité des voix, mais c'est Forbes Burnham, membre dissident ayant fondé en 1957 le Congrès national du peuple, qui grâce à son alliance avec La Force unie de Peter d'Aguiar, est invité à former le gouvernement. Ensemble, ils négocient l'indépendance du pays, qu'il obtiennent en 1966.

## Indépendance (1966)
Le 26 mai 1966, sous le gouvernement de Forbes Burnham et Peter d'Aguiar, la Guyane britannique devient un royaume du Commonwealth avec Élisabeth II comme reine du Guyana.
- Indépendance du Guyana, Guyana (royaume du Commonwealth) (1966-1970)

### Régime autoritaire de Forbes Burnham (1970-1980)

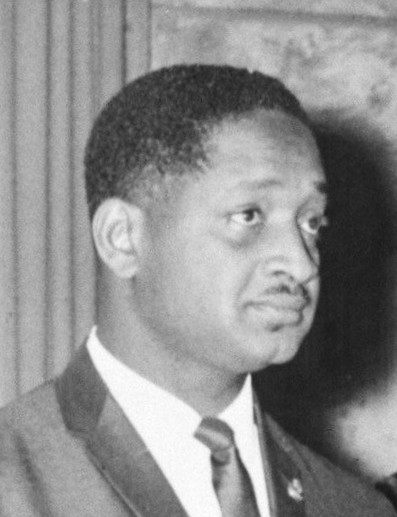
Forbes Burnham, dirigeant du Congrès national du peuple.

Le pays devient ensuite une république dite « coopérative » le 23 février 1970, tout en restant membre du Commonwealth. L'ancien gouverneur général Edward Luckhoo en est le premier président par intérim, suivi par Arthur Chung de 1970 à 1980, premier chef d'État moderne issu de la diaspora chinoise dans un pays non asiatique. Toutefois, la fonction présidentielle est alors principalement honorifique, et Forbes Burnham conserve le pouvoir en étant premier ministre. Il oriente progressivement son gouvernement vers un régime autoritaire.
En octobre 1980, est promulguée une nouvelle Constitution comportant 232 articles. Forbes Burnham devient alors président jusqu'à sa mort en août 1985. Son parti, le Congrès national du peuple, remporte les élections de 1980 avec 77 % des suffrages, non sans accusations de fraude de la part des dirigeants de l'opposition, le PPP de Cheddi Jagan. Une politique de restrictions des libertés est menée, notamment en 1981, quand les dirigeants de l'opposition sont arrêtés et poursuivis en justice. De même, l'historien et militant de la cause noire Walter Rodney, opposant au pouvoir de Forbes Burnham, est assassiné par un agent des forces de défense spéciales du Congrès national du peuple en 1980.
Pendant ses 15 années au pouvoir, de 1970 à 1985, Forbes Burnham oriente l'économie du pays vers le socialisme. De 1971 à 1976, le gouvernement nationalise presque toutes les sociétés étrangères, faisant passer sous le contrôle de l'État 80 % de l'économie. Par la même occasion, sont nationalisées cinq banques, trois compagnies d'exploitation de la bauxite et toutes les sociétés sucrières.
À la mort de Forbes Burnham en 1985, son premier ministre Desmond Hoyte devient président jusqu'en 1992. Peu de temps avant la mort de Burnham, lui et d'autres membres du PNC entament des pourparlers avec le Parti progressiste du peuple en vue de parvenir à une forme d'unité nationale pour résoudre les problèmes du pays. En tant que président, il démantèle progressivement certaines des politiques isolationnistes et renoue avec le Fonds monétaire international et la Banque mondiale.
Au début des années 1990, les Guyaniens d'origine indienne représentent 48,6% de la population tandis que les Afro-Guyaniens en constituent 32,3%. Les Blancs, parmi lesquels les descendants de colons, sont désormais moins d’1% de la population.

### Élections libres (1992)

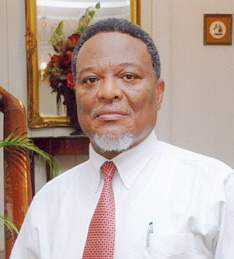
Samuel Hinds, premier ministre de 1992 à 2015.

Le 5 octobre 1992, des élections supervisées par des observateurs étrangers sont remportées par le Parti progressiste du peuple avec environ 52 % des voix. Cheddi Jagan est alors élu président de la république coopérative du Guyana. Il s'agit des premières élections libres depuis l'indépendance du pays en 1966. Samuel Hinds devient premier ministre, fonction qu'il conserve presque sans discontinuer jusqu'en 2015.
En 1997, le président en exercice meurt d'un arrêt cardiaque. Après un intérim assuré par le premier ministre Samuel Hinds, la veuve de Cheddi Jagan, Janet Jagan, accède à la présidence jusqu'à sa démission en 1999. Elle devient la première femme du continent sud-américain à être élue présidente directement au suffrage universel.
Son Premier ministre Bharrat Jagdeo lui succède à la présidence jusqu'en 2011, après avoir modifié la constitution pour limiter à deux mandats de cinq ans la fonction présidentielle. Pendant son mandat, accompagné de Samuel Hinds au poste de Premier ministre, le Guyana connait un grand développement de l'habitat, du transport fluvial et aérien, tout en réduisant considérablement la dette publique. En 2011, le Guyana est entré dans sa cinquième année de forte croissance économique.

### Communauté sectaire de Jonestown (1974-1978)
En 1974, le révérend américain Jim Jones, gourou de la secte du Temple du Peuple, s'installe au Guyana et crée la communauté de Jonestown à une dizaine de kilomètres de Port Kaituma. Elle entre tristement dans l'histoire le 18 novembre 1978 par le suicide collectif de 914 personnes dont 276 enfants.

### Revendication vénézuélienne de la Guyana Esequiba (1962-présent)

La région de la Guyana Esequiba (en violet), contrôlée par le Guyana (en bleu), et revendiquée par le Venezuela (en rouge).

En 1962, le Venezuela dénonce la validité de la sentence arbitrale de 1899 devant l'ONU. En 1966, quelques mois avant l'indépendance du Guyana, un accord est signé à Genève pour tenter de résoudre le différend. ll instaure une commission mixte mais ne permet pas de trouver une solution acceptable par les deux parties.
En 2023, le différend territorial sur cette région riche en pétrole revient sur le devant de la scène avec un référendum organisé au Venezuela visant à annexer la région revendiquée. Le 14 décembre 2023, un sommet réunissant le Président du Guyana, Irfaan Ali, et son homologue vénézuélien Nicolás Maduro se tient à Saint-Vincent-et-les-Grenadines. À l’issue de ce sommet, les deux pays campent sur leur position mais ils s’accordent « pour ne pas utiliser la force » et à « s’abstenir en paroles, en actes, d’intensifier tout conflit » selon une déclaration commune.
- Accord de Genève (1966), Crise de la Guayana Esequiba de 2023

### Galerie présidentielle

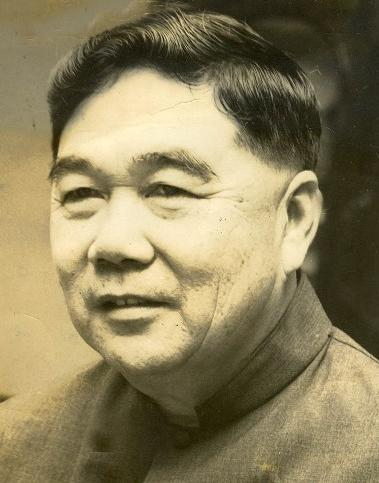
Arthur Chung 1970-1980.
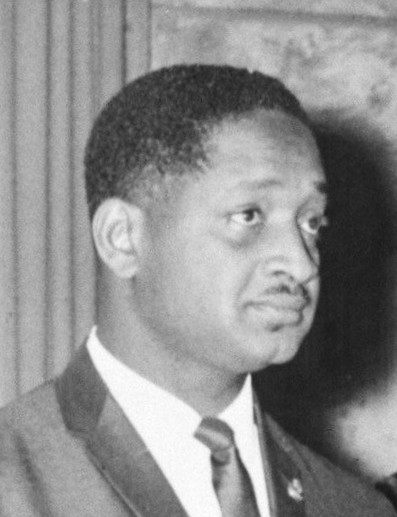
Forbes Burnham 1980-1985.
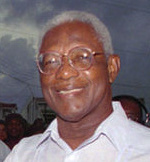
Desmond Hoyte 1985-1992.
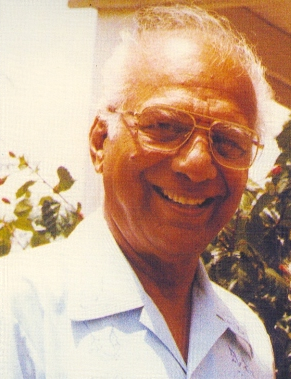
Cheddi Jagan 1992-1997.
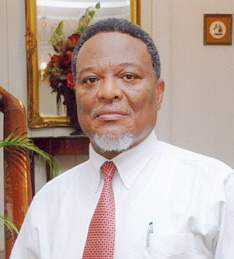
Sam Hinds 1997.
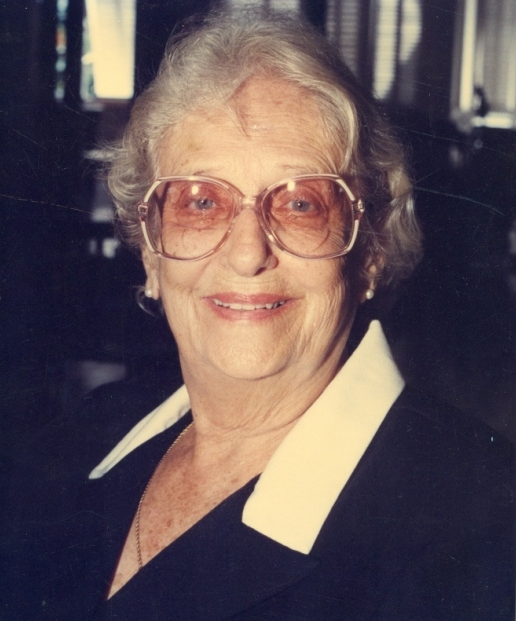
Janet Jagan 1997-1999.
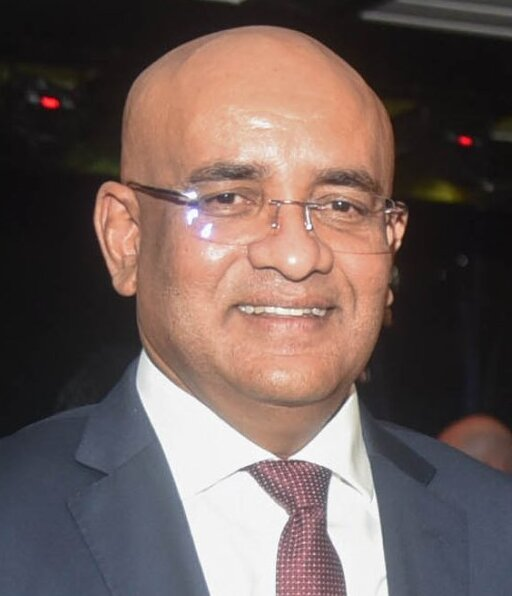
Bharrat Jagdeo 1999-2011.
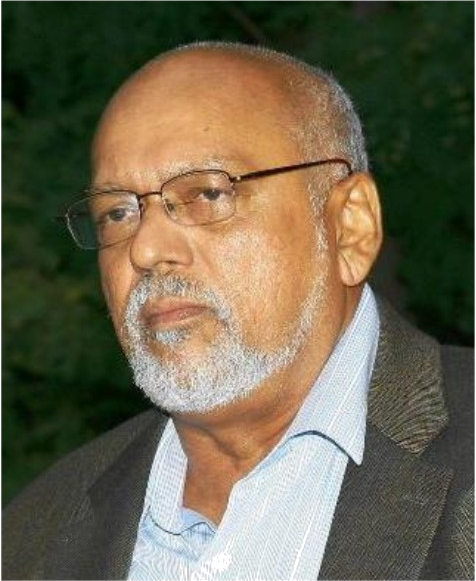
Donald Ramotar 2011-2015.
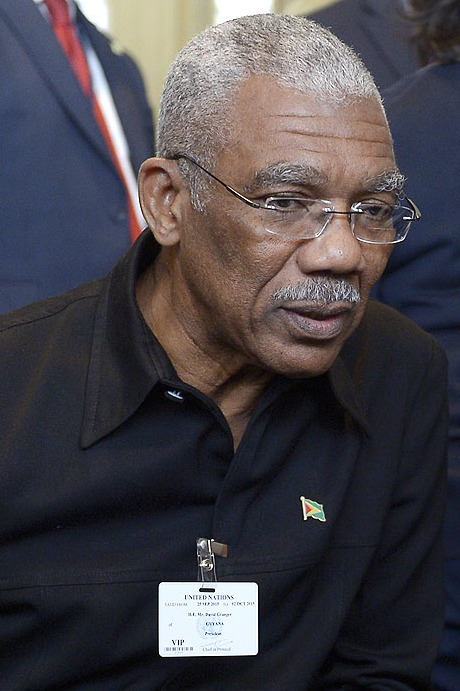
David Granger 2015-2020.
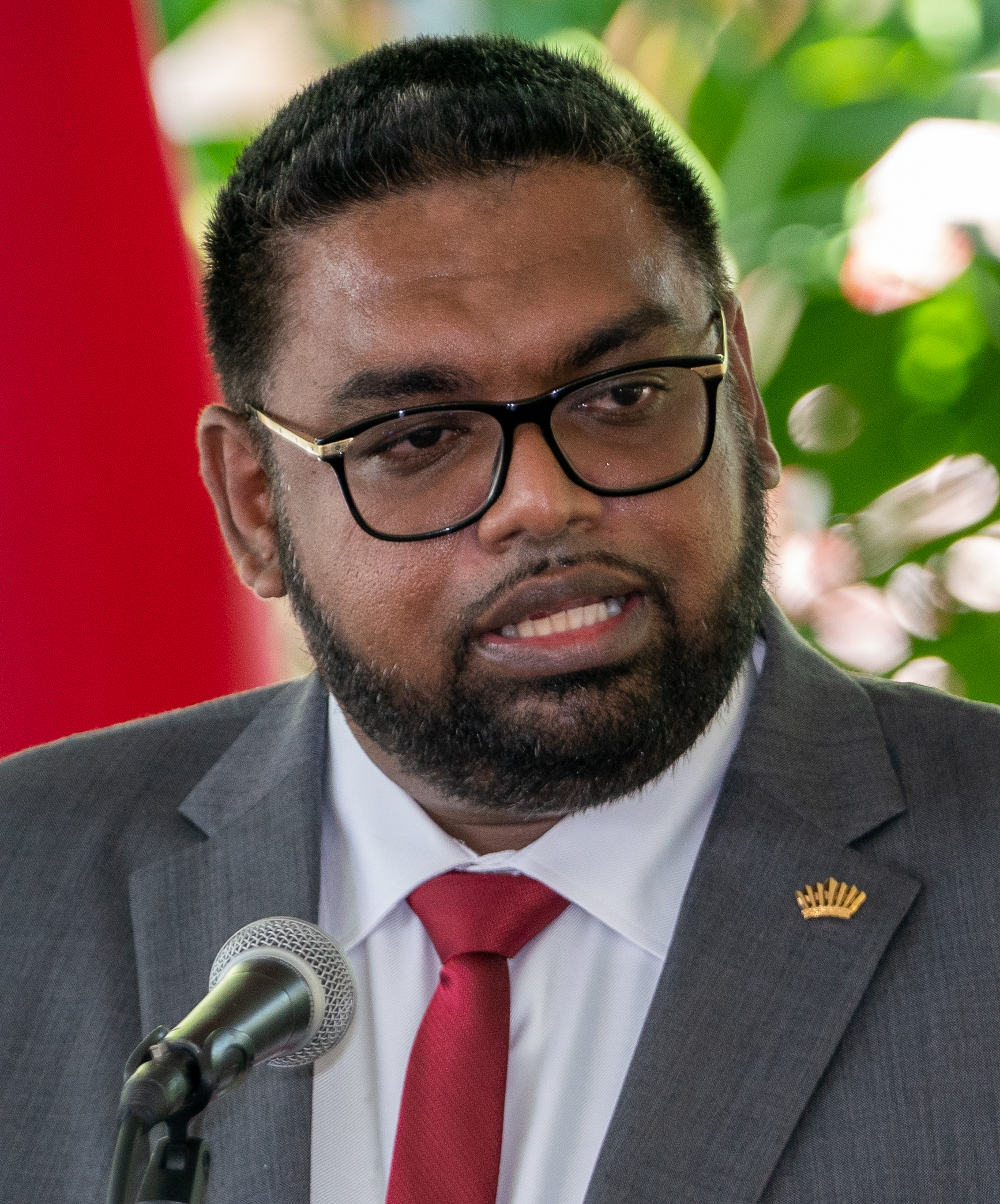
Irfaan Ali 2020-